# Apollo 16
Apollo 16 fu la decima missione con equipaggio umano del programma Apollo della statunitense NASA e la quinta e contemporaneamente la penultima di sempre ad atterrare sulla Luna. Seconda delle "missioni J" del programma, Apollo 16 venne guidata dal comandante John Young, dal pilota del modulo lunare Charles Duke e dal pilota del modulo di comando Ken Mattingly. Partita dal Kennedy Space Center in Florida alle 12:54 EST del 16 aprile 1972, la missione è durata 11 giorni, 1 ora e 51 minuti e si è conclusa alle 14:45 EST del 27 aprile.
Young e Duke trascorsero 71 ore, poco meno di tre giorni, sulla superficie lunare e durante questo tempo condussero tre attività extraveicolari (o passeggiate lunari), per un ammontare di 20 ore e 14 minuti. I due astronauti guidarono il Lunar Roving Vehicle (LRV), il secondo modello ad essere prodotto e utilizzato sulla Luna, per un tragitto complessivo di 26,7 chilometri. Sulla superficie Young e Duke raccolsero 95,8 chilogrammi di campioni lunari per riportarli sulla Terra, mentre il pilota del modulo di comando Ken Mattingly orbitava nel modulo di comando e servizio (CSM) eseguendo osservazioni. Mattingly rimase in orbita lunare per 126 ore compiendo 64 rivoluzioni. Young e Duke, una volta lasciata la Luna, si ricongiunsero con Mattingly in orbita, per poi abbandonare il modulo lunare e mettersi in viaggio verso la Terra. Durante il viaggio di ritorno Mattingly eseguì una passeggiata spaziale di un'ora per recuperare le pellicole dalle videocamere poste all'esterno del modulo di servizio.
Il punto di allunaggio dell'Apollo 16 fu scelto sugli altopiani, per consentire agli astronauti di raccogliere materiale lunare geologicamente più antico rispetto ai campioni ottenuti in tre dei primi quattro allunaggi. Campioni prelevati dall'altopiano Descartes e dal cratere Cayley hanno smentito l'ipotesi che fossero crateri di origine vulcanica.

## Contesto
Il programma spaziale Apollo venne avviato dal presidente degli Stati Uniti John Kennedy il 25 maggio 1961, con l'obiettivo di inviare uomini sulla Luna per la prima volta entro la fine del decennio. Il fine era dimostrare, così, la superiorità degli Stati Uniti sull'Unione Sovietica nella cosiddetta "corsa allo spazio", una questione politica nel contesto più ampio della Guerra Fredda. Il 20 luglio 1969 tale traguardo venne raggiunto dall'agenzia spaziale americana, la NASA, quando gli astronauti della missione Apollo 11 riuscirono a mettere piede sulla Luna. In quel momento erano previste altre nove missioni lunari, ma tali ambizioni vennero rapidamente riviste al ribasso. Le priorità degli Stati Uniti erano cambiate: le misure sociali messe in atto dal presidente Lyndon Johnson nel contrasto alla povertà (Medicare e Medicaid) e, soprattutto, l'inasprirsi della guerra del Vietnam stavano assorbendo una quota crescente del bilancio statunitense. Per i politici statunitensi il programma Apollo aveva già raggiunto il suo scopo, dimostrando la superiorità tecnica della nazione, e i risultati scientifici non avrebbero giustificato le spese previste per le missioni seguenti. Nel 1970 venne cancellata l'ultima missione prevista nel programma, che avrebbe dovuto essere l'Apollo 20, mentre quelle rimanenti furono scaglionate fino al 1974; anche la linea di produzione del razzo vettore Saturn V venne chiusa, mettendo fine ad ogni speranza di estensione del programma. Lo sviluppo della prima stazione spaziale americana Skylab, in cui era prevista una lunga permanenza di tre successivi equipaggi di astronauti tra il 1973 e il 1974, richiese una notevole quota del budget della NASA, che era già stato ridimensionato. Il 20 settembre 1970 l'amministratore della NASA Tom Paine, che aveva rassegnato le dimissioni, annunciò che i vincoli di bilancio rendevano necessaria l'eliminazione di altre due missioni Apollo; così, anche le missioni Apollo 18 e Apollo 19 furono cancellate. Si previde che tale scelta avrebbe ridotto i costi del Programma Apollo di circa cinquanta milioni di dollari.

## Informazioni generali

### Equipaggio
| Ruolo                        | Astronauta                       | Astronauta                       |
| ---------------------------- | -------------------------------- | -------------------------------- |
| Comandante                   | John Watts Young Quarto volo     | John Watts Young Quarto volo     |
| Pilota del modulo di comando | Ken Mattingly Primo volo         | Ken Mattingly Primo volo         |
| Pilota del modulo lunare     | Charles Duke Primo e ultimo volo | Charles Duke Primo e ultimo volo |

Il 3 marzo 1971, poco dopo la conclusione con successo della missione dell'Apollo 14, la NASA annunciò ufficialmente i componenti dell'equipaggio per la missione dell'Apollo 16. La nomina di comandante cadde sul veterano di voli nello spazio John Young, il quale aveva già compiuto due missioni del programma Gemini, Gemini 3 e Gemini 10, nonché la missione dell'Apollo 10 che lo aveva già in precedenza portato verso la Luna. Pilota del modulo di comando venne nominato Thomas K. Mattingly, componente della missione Apollo 13 per la quale era stato nominato ma sostituito a pochi giorni dal lancio; rimasto a terra, contribuì in maniera decisiva al salvataggio dell'equipaggio in volo. L'equipaggio venne completato dal pilota del modulo lunare Charles M. Duke, astronauta al suo primo volo nello spazio.

### Equipaggio di riserva
| Ruolo                        | Astronauta     | Astronauta     |
| ---------------------------- | -------------- | -------------- |
| Comandante                   | Fred Haise     | Fred Haise     |
| Pilota del modulo di comando | Stuart Roosa   | Stuart Roosa   |
| Pilota del modulo lunare     | Edgar Mitchell | Edgar Mitchell |

Durante la composizione degli equipaggi di riserva delle missioni precedenti erano stati sempre chiamati astronauti giovani o privi di esperienza, affinché ne maturassero per partecipare a una missione seguente. Una volta stabilito che la missione dell'Apollo 17 avrebbe concluso il programma, ciò non risultò più necessario e nel comporre l'equipaggio di riserva per l'Apollo 16 furono selezionati astronauti esperti. Per il compito fu chiamato Fred Haise nel ruolo di comandante, Stuart Roosa quale pilota del modulo di comando ed Edgar Mitchell quale pilota del modulo lunare: tutti e tre avevano partecipato a una missione del programma Apollo. Edgar Mitchell, se fosse stato chiamato a sostituire Charles M. Duke, sarebbe stato il primo uomo a ritornare sulla Luna - tale evenienza, ad ogni modo, non si verificò.

### Equipaggio di supporto
Per ogni missione dei programmi Mercury e Gemini veniva nominato un equipaggio principale e uno di riserva. Per il programma Apollo venne aggiunta una terza squadra di astronauti, conosciuta come equipaggio di supporto (Support Crew). A questi veniva demandata la stesura del piano di volo, delle liste di controllo e le procedure di base della missione; era inoltre loro responsabilità assicurarsi che gli astronauti dell'equipaggio principale e di riserva fossero informati di eventuali modifiche. L'equipaggio di supporto aveva inoltre il compito di sviluppare le procedure (con particolare attenzione alle situazioni di emergenza) che sarebbero state sottoposte agli altri due equipaggi nelle fasi di preparazione nei simulatori. Per l'Apollo 16 l'equipaggio di supporto era composto da Philip Chapman, Anthony England, Henry Hartsfield, Robert Overmyer e Donald Peterson. Chapman ed England erano sia scienziati, sia astronauti del sesto gruppo di persone scelte dalla NASA; Hartsfield, Overmyer e Peterson invece facevano parte dei sette che, ad agosto del 1969, erano passati dall'aeronautica militare americana alla NASA, dato che la prima aveva terminato senza successo la preparazione di un proprio programma spaziale equipaggiato, il Manned Orbiting Laboratory (MOL), che non fu mai realizzato nella forma prevista.

### Emblema della missione

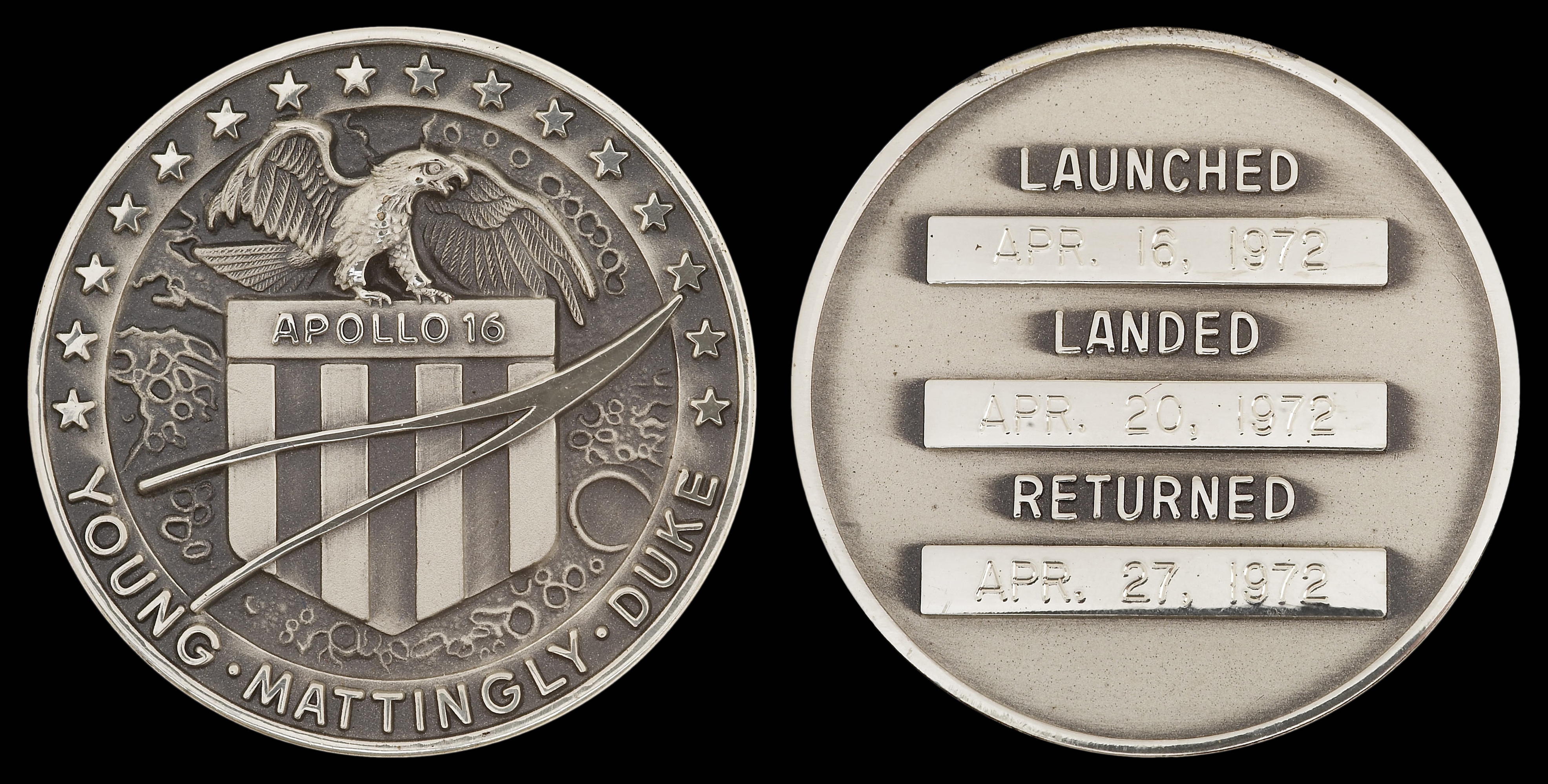
Medaglione commemorativo con l'emblema della missione Apollo 16

L'emblema della missione Apollo 16 è caratterizzato da una rappresentazione di un'aquila calva posata su uno scudo, con campo palato di rosso e di bianco di sette pezzi e al capo il nome della missione su fondo blu, a richiamare i colori della bandiera e a rappresentare il popolo statunitense. Sovrapposto allo scudo vi è il simbolo d'oro della NASA, mentre sullo sfondo è raffigurata la superficie lunare. Sul bordo dell'emblema, blu e bordato d'oro, vi sono sedici stelle, che rappresentano il numero della missione, e i nomi dei membri dell'equipaggio: Young, Mattingly e Duke. L'emblema è stato disegnato partendo dalle idee originariamente presentate dall'equipaggio della missione.

## Preparazione e addestramento

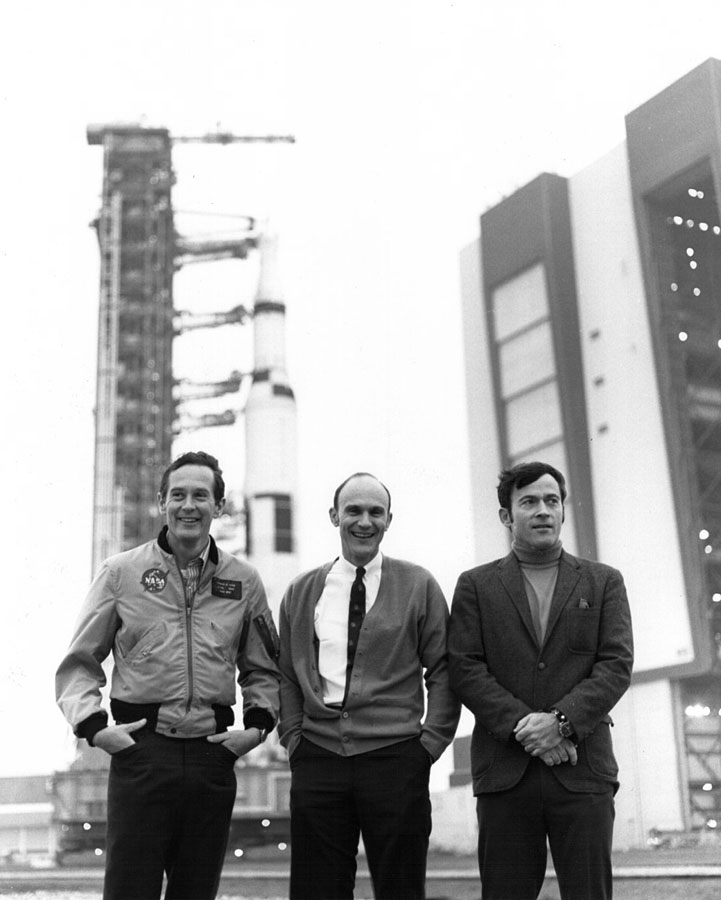
I tre astronauti di Apollo 16 con il razzo Saturn V sullo sfondo

I singoli stadi del razzo vettore Saturn V con il numero di serie AS-511 vennero consegnati a Cape Kennedy tra il luglio e il settembre del 1970. Il modulo di comando, con il numero di serie CSM-113, venne battezzato Casper, dall'omonimo personaggio dei fumetti. Il modulo lunare (LEM), con il numero di serie LM-11, venne invece denominato Orion, dal nome della costellazione omonima.
Il 13 dicembre 1971 il razzo perfettamente assemblato venne trasportato verso la rampa di lancio numero 39-A, ma il 27 gennaio 1972, a due mesi dalla data prevista per il lancio, un serbatoio del carburante nel modulo di comando venne accidentalmente danneggiato durante un test di routine e, pertanto, il razzo dovette essere riportato nell'edificio di assemblaggio (il Vertical Assembly Building, VAB) affinché potesse essere sostituito. Il razzo fu riportato sulla rampa di lancio il mese seguente. Come ormai solito, i membri dell'equipaggio di riserva, Haise, Roosa e Mitchell, furono incaricati di fungere da radiofonisti di contatto con la capsula (Capcom). Con loro condivisero il compito i membri dell'equipaggio di supporto, Hartsfield, England e Peterson, l'astronauta dell'Apollo 15 James Irwin e gli ex-astronauti dell'aeronautica militare americana Robert Overmyer e Gordon Fullerton.

### Scelta del luogo di allunaggio

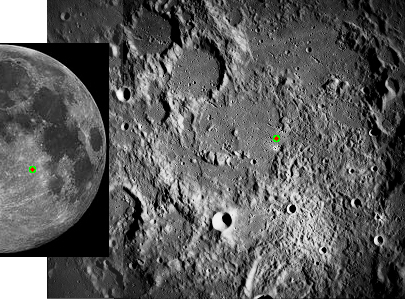
Sito di allunaggio di Apollo 16

L'Apollo 16 fu la seconda delle missioni Apollo di tipo J, ovvero quelle che prevedevano un'intensa attività scientifica, l'utilizzo del Rover lunare e una permanenza sulla Luna di tre giorni. Poiché Apollo 16 sarebbe stata la penultima missione del programma e non vi erano necessità di testare hardware o procedure sulla superficie lunare, questa e la successiva (Apollo 17) avrebbero offerto l'opportunità di chiarire alcune incertezze nella comprensione della formazione della Luna. Sebbene le precedenti missioni Apollo, tra cui Apollo 14 e Apollo 15, avessero prelevato campioni di materiale lunare formatisi antecedentemente ai mari, prima cioè che la lava iniziasse a fuoriuscire dall'interno della Luna e inondasse le aree basse e i bacini, nessuna missione aveva effettivamente visitato gli altopiani lunari.
Apollo 14 aveva visitato e prelevato dei campioni da una cresta costituita da materiale espulso nell'impatto del meteorite che aveva portato alla formazione del Mare Imbrium. Anche l'Apollo 15 aveva raccolto materiale nella medesima regione, visitando il bordo del bacino. Rimaneva aperta la possibilità che altri processi geologici fossero stati prevalenti nelle aree degli altopiani lunari più distanti. Diversi scienziati avevano osservato che gli altopiani lunari centrali assomigliavano a regioni terrestri create da processi vulcanici e avevano ipotizzato che ciò potesse essere avvenuto anche sulla Luna. I risultati scientifici della missione Apollo 16 avrebbero potuto fornire una risposta definitiva al riguardo. Nel valutare il luogo per l'allunaggio dell'Apollo 16 furono prese in considerazione due opzioni: la regione dell'altopiano Descartes a ovest del Mare Nectaris e il cratere Alphonsus. Sugli altopiani le formazioni Cayley e Descartes erano le principali aree di interesse per confermare o meno la teoria di origine vulcanica, in quanto le immagini telescopiche e orbitali avevano permesso di notare che lì la superficie era formata da magma più viscoso di quello che aveva colmato il mare lunare. Il cratere Cayley era ritenuto dello stesso periodo del Mare Imbrium, sulla base del numero dei crateri da impatto sovrapposti a essi. La notevole distanza tra il cratere Descartes e i siti di allunaggio delle precedenti missioni Apollo era ritenuta vantaggiosa per la rete di strumentazione geofisica, parte della quale venne dispiegata da ogni spedizione Apollo a partire da Apollo 12.

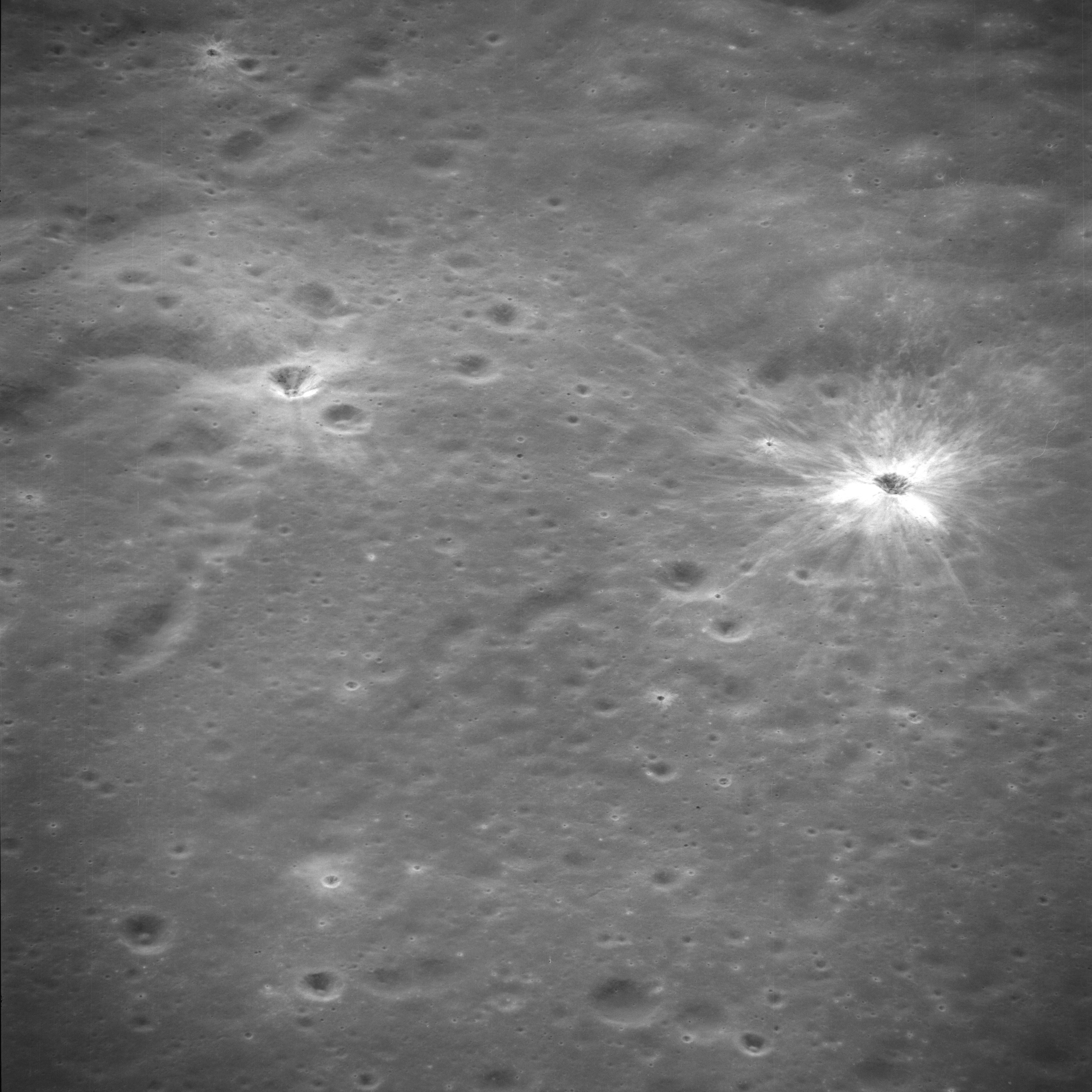
Il sito di allunaggio ripreso dalla missione Apollo 14, sulla sinistra il cratere North Ray e sulla destra cratere South Ray

Tre obiettivi scientifici furono individuati per essere di primario interesse e di fondamentale importanza: la possibilità di prelevare materiale proveniente da impatti antecedenti alla formazione del Mare Imbrium all'interno della parete del cratere; analizzare la composizione dell'interno del cratere; indagare sulla possibilità che vi fosse stata attività vulcanica sulla base del cratere. I geologi temevano, tuttavia, che i campioni ottenuti potessero essere contaminati dall'impatto di Imbrium, impedendo così ad Apollo 16 di ottenere campioni di materiale antecedente. C'era anche la possibilità che questo obiettivo fosse già stato raggiunto dalle missioni Apollo 14 e Apollo 15; i campioni della prima infatti non erano ancora stati completamente analizzati, mentre quelli della seconda ancora non erano stati resi disponibili.
A fronte di tutto ciò venne scelto come obiettivo di Apollo 16 l'altopiano Descartes. Il cratere Alphonsus, in seguito alla decisione, fu considerato il candidato più probabile per la successiva missione di Apollo 17, anche se alla fine sarebbe stato scartato. Con l'assistenza della fotografia orbitale ottenuta durante la missione Apollo 14, inoltre, si poté considerare l'altopiano Descartes sufficientemente sicuro per un allunaggio con equipaggio. Nello specifico, l'obiettivo era un punto compreso tra due giovani crateri da impatto, il cratere North Ray e il cratere South Ray, rispettivamente di 1 000 e 680 metri di diametro, i quali costituivano "fori naturali" che penetravano attraverso la regolite lunare nella superficie, lasciando così il substrato roccioso esposto e che quindi poteva essere facilmente prelevato dall'equipaggio. I pianificatori della missione, dopo aver selezionato il sito di atterraggio dell'Apollo 16, indicarono i crateri Descartes e Cayley, due unità geologiche degli altopiani lunari, come i luoghi più importanti ove prelevare i materiali. La comunità scientifica, infatti, riteneva che queste due formazioni fossero quelle più probabilmente di origine vulcanica; tale ipotesi, tuttavia, si dimostrò errata dalla composizione dei campioni lunari prelevati nel corso della missione.

### Addestramento

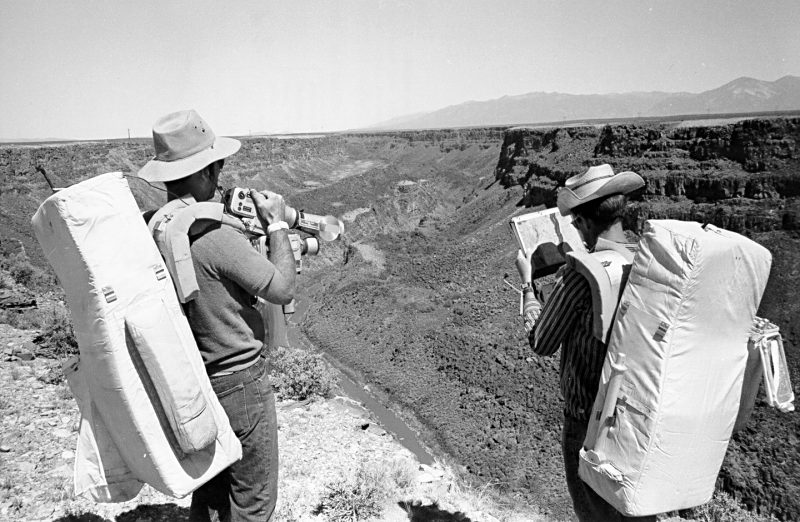
Duke e Young si addestrano presso la Gola del Rio Grande nel Nuovo Messico

Durante la preparazione della missione, oltre al solito addestramento nei simulatori della Navicella spaziale Apollo, gli astronauti Young e Duke, insieme al comandante dell'equipaggio di riserva, Fred Haise, affrontarono un vasto programma di addestramento geologico che includeva diverse prove sul campo, al fine di essere istruiti ai concetti e alle tecniche che avrebbero dovuto utilizzare nell'analisi delle caratteristiche e nella raccolta dei campioni sulla superficie lunare. Durante le escursioni visitarono aree geologiche e descrissero delle caratteristiche geologiche simili a quelle che probabilmente avrebbero incontrato sulla Luna.
Nel luglio del 1971 si recarono a Greater Sudbury, in Ontario (Canada), per effettuare alcune esercitazioni di geologia. Fu la prima volta che astronauti statunitensi vennero sottoposti a questo tipo di addestramento. Gli istruttori scelsero tale area per la presenza di un cratere largo 97 km formatosi circa 1,8 miliardi di anni prima in seguito all'impatto di un grande meteorite. Durante l'addestramento gli astronauti non indossarono tute spaziali, ma trasportarono apparecchiature radio per conversare tra loro e con lo scienziato-astronauta Anthony England, effettuando procedure che avrebbero impiegato sulla superficie lunare. Young e Duke, oltre all'addestramento geologico, si prepararono anche a utilizzare le loro tute spaziali per adattarsi alla gravità lunare ridotta, raccogliere campioni e guidare il veicolo lunare. Vennero addestrati anche alla sopravvivenza e ad altri aspetti tecnici della missione.

## Equipaggiamento scientifico
Gli astronauti della missione Apollo 16 erano dotati di una varia strumentazione scientifica da utilizzare durante la permanenza sulla superficie lunare.

### Il complesso ALSEP

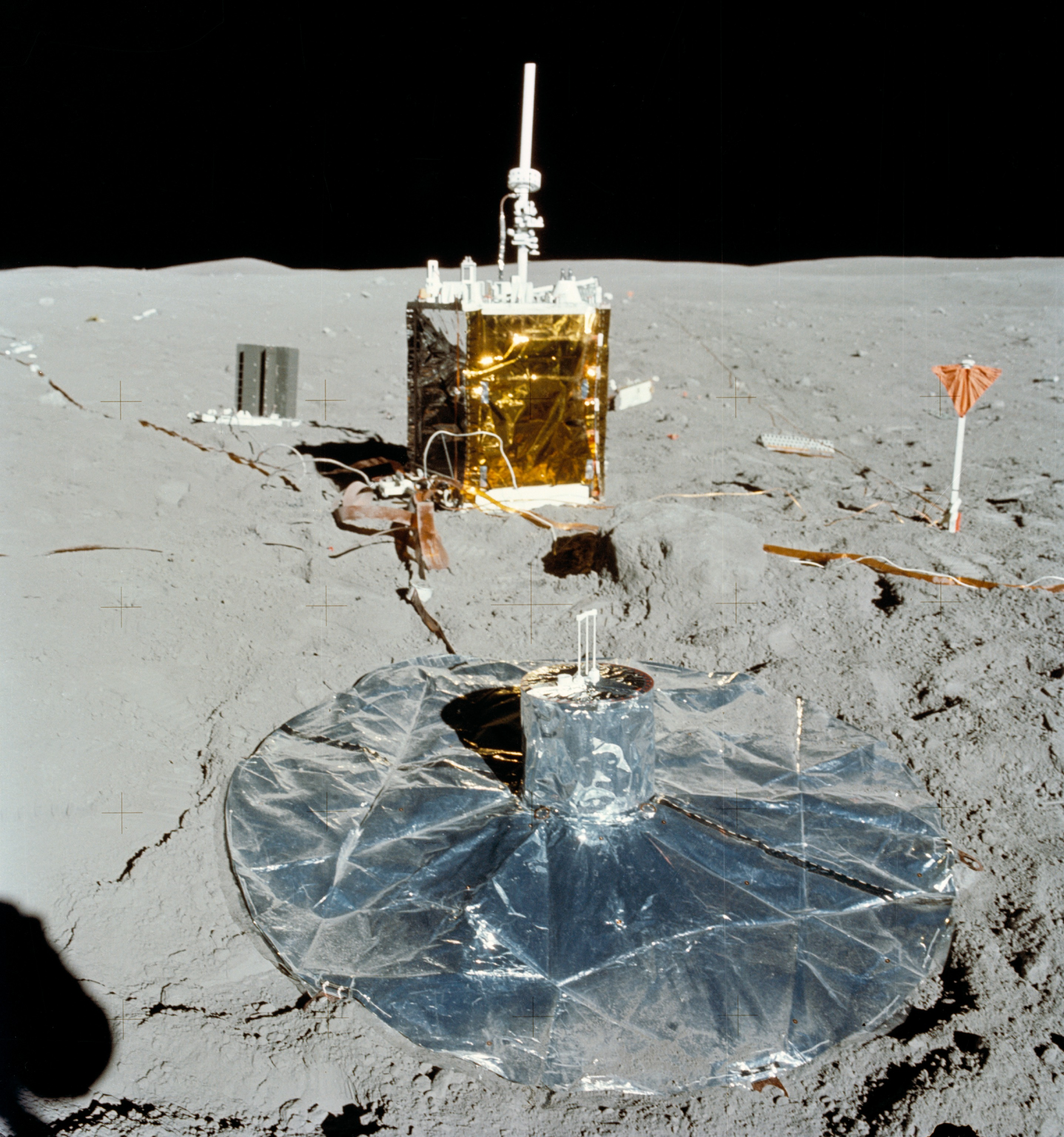
Centralina dell'ALSEP

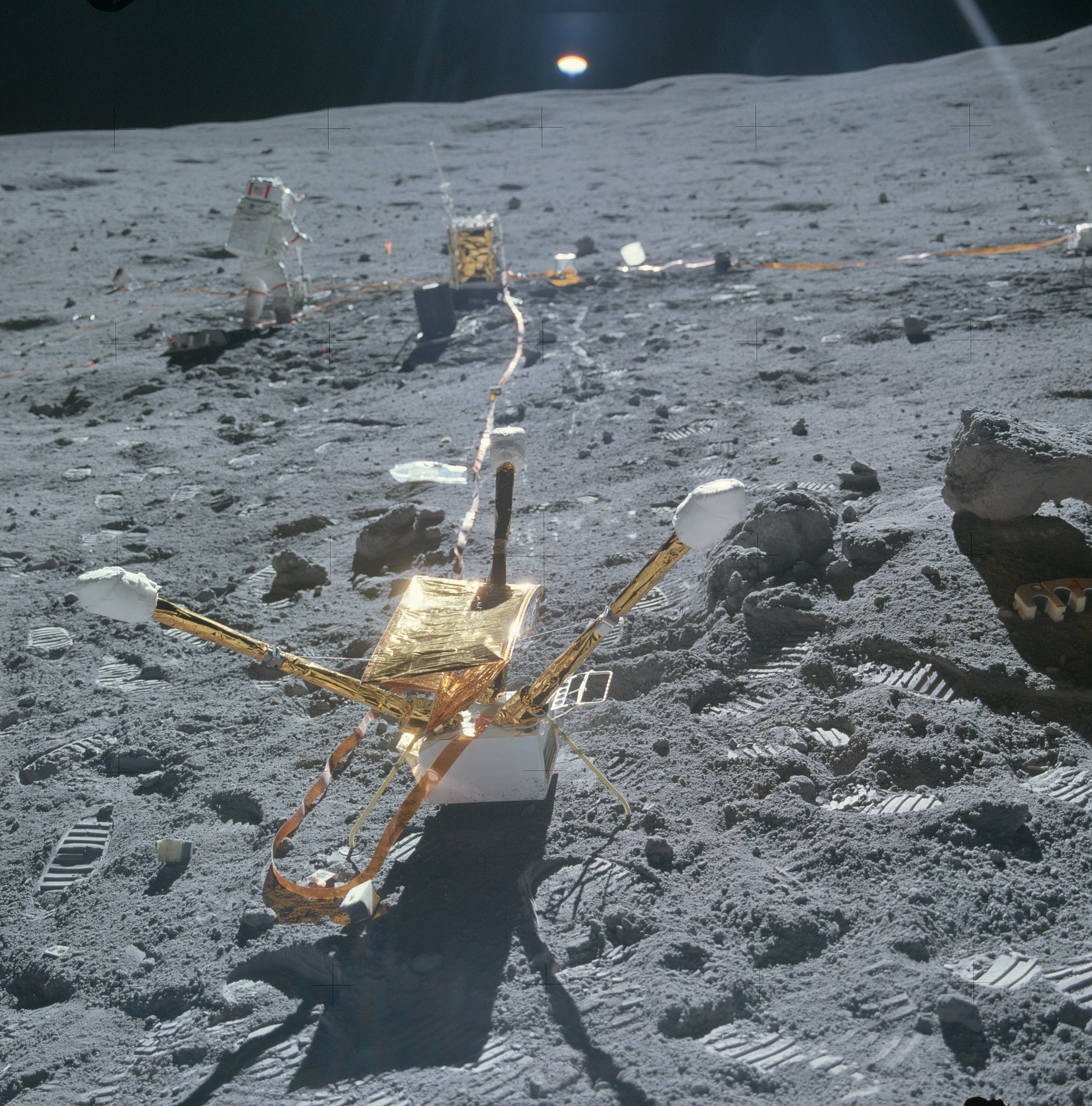
Il Lunar Surface Magnetometer

Come le precedenti missioni, l'Apollo 16 avrebbe posizionato l'ALSEP (Apollo Lunar Surface Experiments Package) in prossimità del sito d'allunaggio. Dotato di una fonte di energia nucleare e di un trasmettitore, avrebbe raccolto e trasmesso a Terra i dati dopo la partenza degli astronauti. L'ALSEP in 
dotazione all'Apollo 16 era costituito da quattro strumenti:
- un sismometro passivo (Passive Seismic Experiment, PSE) progettato per misurare l'attività sismica. I dati raccolti dallo strumento avrebbero fornito informazioni sulle proprietà fisiche della struttura interna della Luna. Il sismometro avrebbe registrato sia eventuali terremoti naturali, sia le onde sismiche prodotte da impatti artificiali, come quelli deliberatamente causati dalla caduta sulla superficie lunare dell'ultimo stadio del razzo Saturn V e dallo stadio di ascesa del modulo lunare, dopo che questi avevano adempiuto alle loro funzioni;[26]
- un magnetometro (Lunar Surface Magnetometer, LSM) che avrebbe fornito misure locali del campo magnetico lunare, influenzato dalle particelle cariche che, colpendo la superficie, vengono assorbite o riflesse nello spazio, nonché dal campo magnetico associato al vento solare. Misurando il debole campo magnetico locale ci si prefiggeva di dedurre le proprietà elettriche della superficie lunare, stimare indirettamente la temperatura interna della Luna e quindi avere indizi sulla sua origine e sulla sua storia;[27]
- uno strumento per la misura del flusso termico (Heat Flow Experiment, HFE), analogo a quello già installato durante la missione Apollo 15. Il suo scopo era misurare le variazioni termiche del sottosuolo per determinare la velocità con cui il calore interno della Luna viene diffuso verso la superficie. Con tali misure avrebbe potuto essere stimata la radioattività interna e acquisire altri indizi sull'evoluzione termica della Luna. Lo strumento era composto da una centralina elettronica e da due sonde. Ogni sonda era collocata in un foro profondo 2,5 metri praticato dagli astronauti;[28]
- un sismometro attivo (Active Seismic Experiment, ASE) che veniva utilizzato per determinare la composizione del sottosuolo lunare a diversi chilometri di profondità, analizzando le onde sismiche generate da alcune cariche esplosive. Comprendeva diversi componenti: tre geofoni schierati in linea dagli astronauti a 3,5 metri, 45,7 metri e 91,4 metri dalla stazione centrale dell'ALSEP, una serie di quattro cariche esplosive situate a quindici metri a nord da far detonare dopo la partenza degli astronauti, quindici piccole cariche esplosive poste lungo la linea dei geofoni fatte detonare durante la permanenza degli astronauti e, infine, un'antenna utilizzata per trasmettere i segnali alle cariche esplosive stesse.[29]

L'energia che consentiva il funzionamento degli strumenti era fornita da un generatore termoelettrico a radioisotopi (RTG) SNAP-27 da 68 Watt: l'energia elettrica era prodotta da termocoppie che utilizzavano il calore sprigionato dalla radioattività di una capsula di plutonio-238. Una centralina dotata di trasmettitore/ricevitore radio controllava tutti gli strumenti: riceveva le istruzioni dalla Terra e le trasferiva agli strumenti insieme all'energia fornita dall'RTG. Infine raccoglieva i dati scientifici trasmessi dagli strumenti prima di inviarli a Terra.

### Altri esperimenti per le attività extraveicolari
Gli astronauti, durante le loro attività extraveicolari sulla superficie della Luna, ebbero a disposizione ulteriori strumenti scientifici per eseguire esperimenti e raccogliere dati. Tra di essi:
- il rover lunare avrebbe trasportato il magnetometro portatile LPM (Lunar Portable Magnetometer), studiato per permettere di misurare le variazioni del campo magnetico lunare sui vari siti raggiunti durante le escursioni degli astronauti. Questo strumento, già utilizzato durante la missione Apollo 14, misurava la posizione, la forza e le dimensioni del campo magnetico, nonché la struttura interna della Luna in quel dato punto. Il sensore, che era collegato alla centralina dello strumento tramite un cavo di 15,2 metri, doveva essere collocato ad almeno 14 metri dal rover lunare da uno degli astronauti, quindi le misure potevano essere lette su un quadrante e trasmesse via radio al centro di controllo a Terra;[31]
- una fotocamera/spettroscopio a radiazione ultravioletta, che serviva a misurare le concentrazioni di idrogeno nello spazio interplanetario, interstellare e intergalattico, fornendo informazioni spettrografiche e fotografiche nel lontano ultravioletto. Le misurazioni delle sorgenti spaziali di idrogeno effettuate dai telescopi spaziali posti in orbita attorno alla Terra non avevano potuto fornire dati attendibili a causa dell'effetto maschera prodotto dall'effetto corona che circonda la Terra; un tale strumento, dunque, posto sulla Luna poteva superare questo limite. Lo strumento includeva una fotocamera con obiettivo da 75 mm con catodo di bromuro di potassio e una pellicola da 35 mm. La fotocamera doveva essere posizionata su un treppiede all'ombra del modulo lunare e poi puntata dagli astronauti verso soggetti specifici;[32]

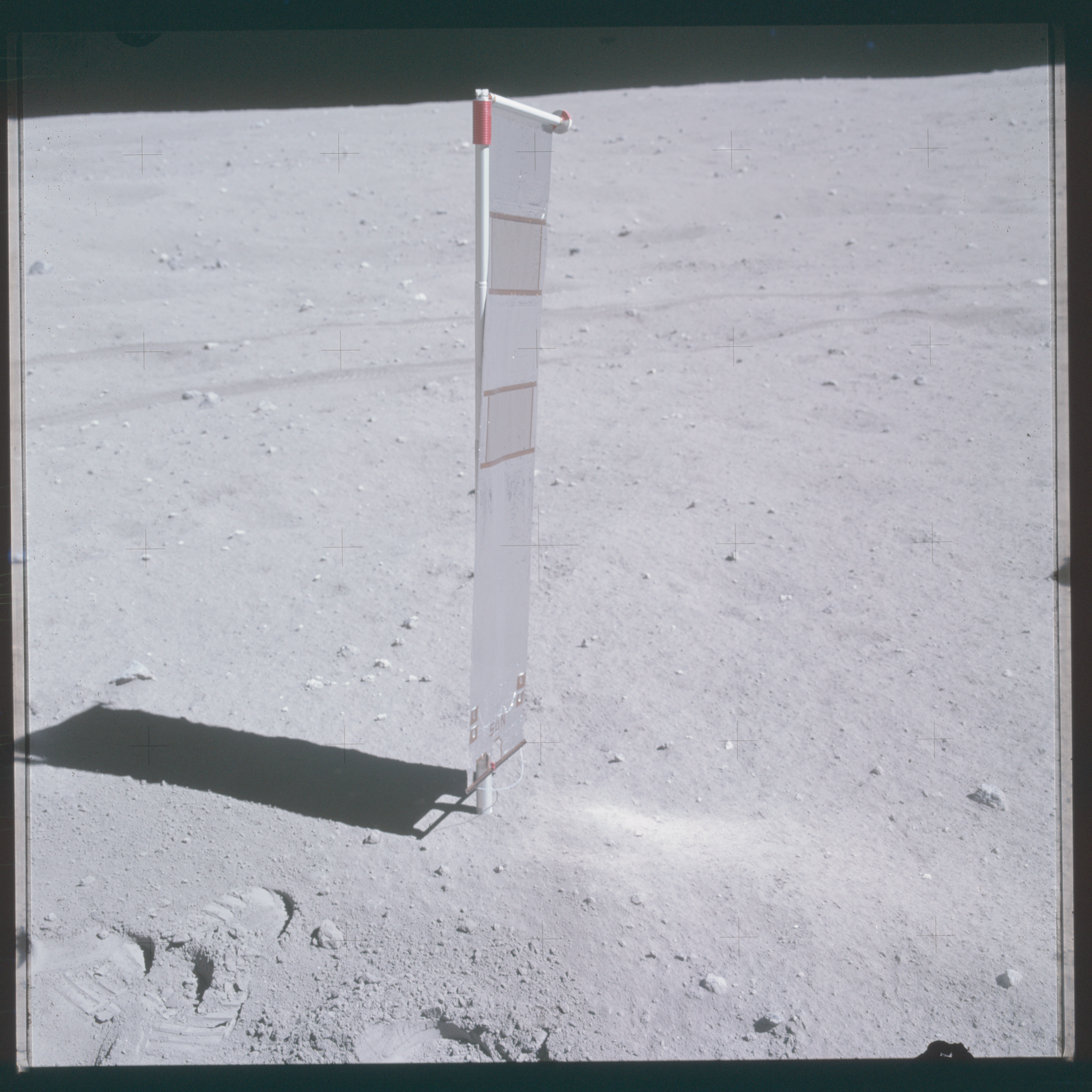
Il Solar Wind Composition Experiment dell'Apollo 16

- l'esperimento di misura SWC (Solar Wind Composition Experiment) aveva come obiettivo di misurare la composizione del vento solare in gas rari e gli isotopi presenti. Lo strumento, utilizzato in ciascuna delle missioni lunari del programma, era costituito da un foglio di 0,37 m2 di platino e alluminio che veniva dispiegato in modo da essere perpendicolare al vento solare. Le particelle che costituiscono il vento solare venivano catturate nello spessore del foglio. Al termine dell'ultima escursione il foglio era previsto che dovesse essere raccolto per essere poi analizzato una volta rientrati sulla Terra;[33]
- un rivelatore di raggi cosmici destinato a misurare la carica elettrica, la massa e l'energia delle particelle del vento solare (0,5-10 keV/nucleone) e dei raggi cosmici (da 0,2 a 200 MeV). I quattro pannelli che componevano il rivelatore avevano caratteristiche differenti per poter misurare fenomeni complementari. Al termine dell'ultima escursione lunare dovevano essere recuperati dagli astronauti e riportati sulla Terra;[34]
- si riteneva che le osservazioni degli astronauti e le fotografie scattate durante le loro passeggiate spaziali avrebbero potuto determinare le caratteristiche meccaniche e fisiche del suolo lunare vicino alla zona di allunaggio del modulo lunare. Durante le attività extraveicolari era previsto che gli astronauti utilizzassero un penetrometro lungo 76 cm in grado di registrare la forza da loro applicata per spingerlo verso il basso.[35]

## La missione

### Lancio e volo verso la Luna

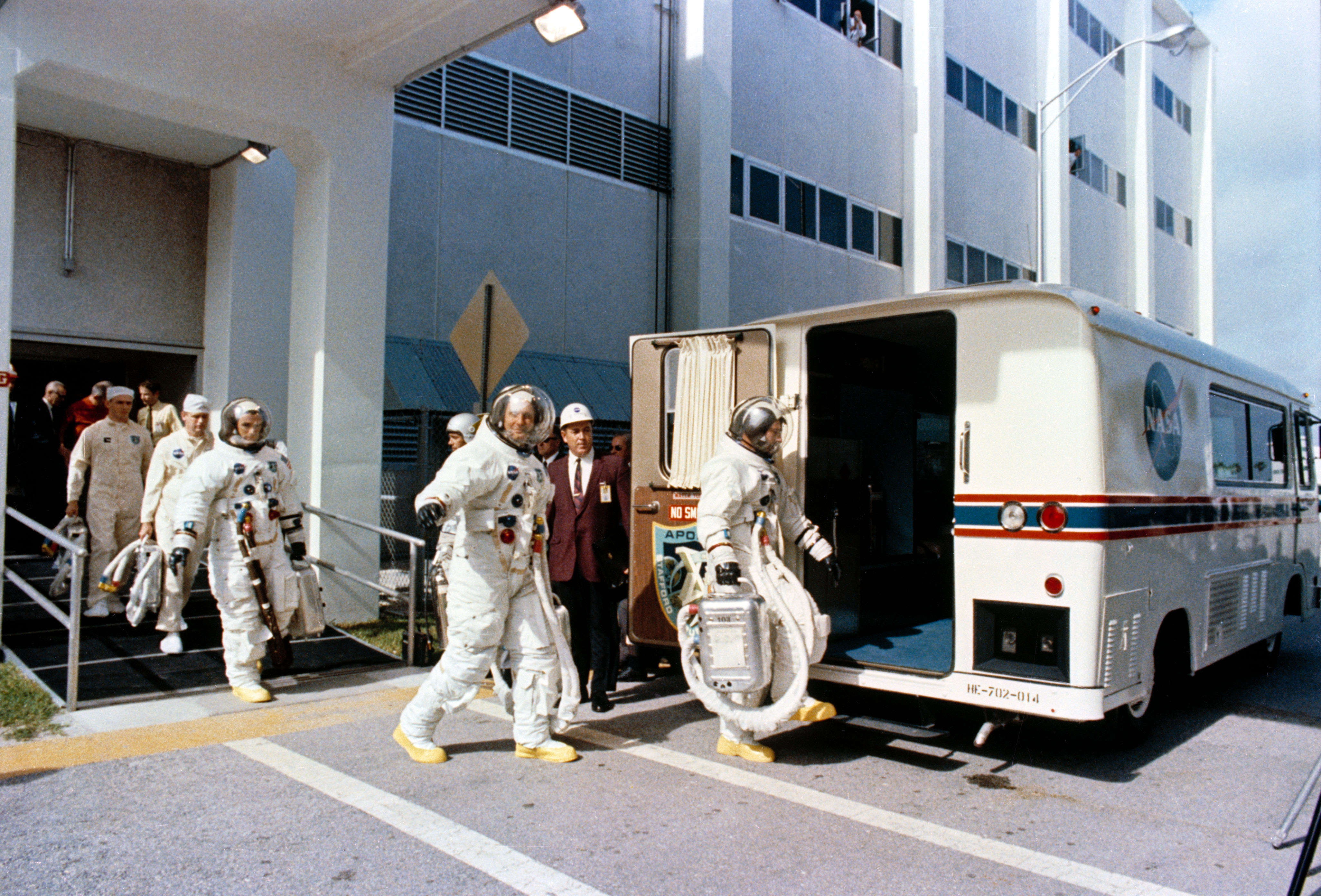
L'equipaggio di Apollo 16 sale sul veicolo che lo porterà alla rampa di lancio

Il lancio di Apollo 16 venne ritardato di un mese, dal 17 marzo al 16 aprile - secondo ritardo nella partenza di una missione del programma Apollo, (il primo si verificò nella missione Apollo 9) - a causa di alcuni problemi tecnici. In particolare, i tecnici della NASA temevano che il meccanismo esplosivo progettato per separare l'anello di aggancio dal modulo di comando non fosse in grado di produrre un'azione di necessaria entità. Ciò, insieme a un problema riscontrato nella tuta spaziale di Young e alcune fluttuazioni della capacità di carica rilevate nelle batterie del modulo lunare, richiese ulteriori indagini e correzioni.

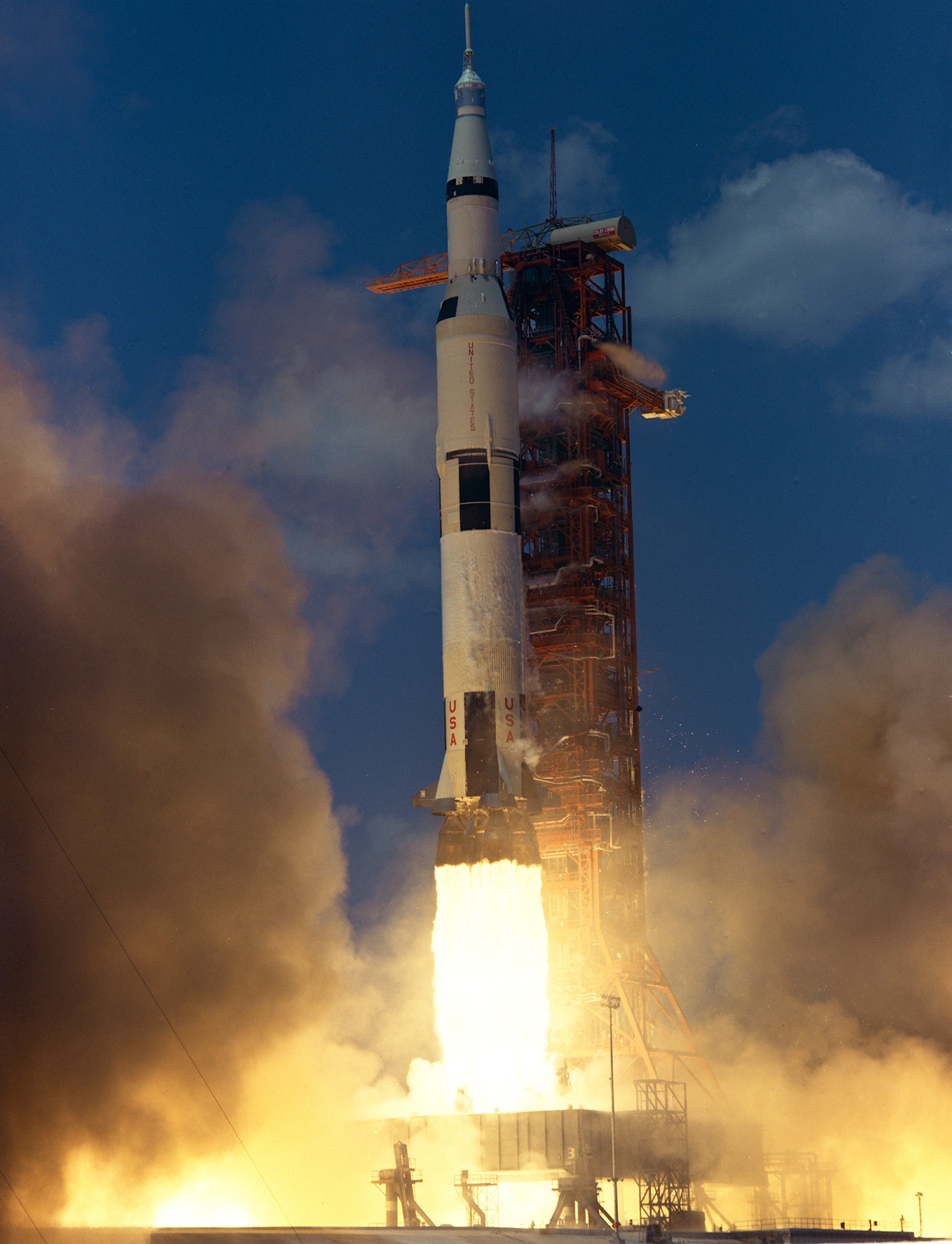
Il lancio di Apollo 16 dal Kennedy Space Center il 16 aprile 1972

Il conto alla rovescia ufficiale della missione iniziò lunedì 10 aprile 1972, alle 8:30, sei giorni prima del lancio. A questo punto, l'equipaggio dell'Apollo 16 stava partecipando alle fasi finali dell'addestramento in previsione della partenza. L'11 aprile gli astronauti vennero sottoposti alla visita medica finale. Il 15 aprile, l'idrogeno e l'ossigeno liquidi vennero pompati all'interno dei rispettivi serbatoi del razzo, mentre gli astronauti si stavano riposando in attesa del decollo previsto per il giorno seguente.
Il decollo avvenne il 16 aprile 1972 alle ore 17:54 UTC dalla piattaforma di lancio 39A del John F. Kennedy Space Center di Cape Canaveral, in Florida. La fase di ascesa avvenne normalmente, con l'equipaggio che sperimentò vibrazioni simili a quelle riscontrate dagli equipaggi precedenti. Anche la separazione del primo e del secondo stadio del razzo Saturn V avvenne senza problemi; il veicolo spaziale entrò in orbita attorno alla Terra poco meno di dodici minuti dopo aver lasciato la rampa di lancio e una volta spenti i motori, l'equipaggio iniziò ad adattarsi all'ambiente spaziale, preparando la navicella per l'accensione del motore che gli avrebbe consentito di immettersi nella traiettoria di trasferimento lunare. Nel breve periodo trascorso nell'orbita terrestre bassa l'equipaggio dovette affrontare alcuni piccoli problemi tecnici, tra i quali un potenziale malfunzionamento del sistema di gestione ambientale e alcune difficoltà nel sistema di controllo d'assetto del terzo stadio S-IVB del Saturn V; problemi che furono risolti o compensati. Dopo due orbite, il terzo stadio del razzo fu riacceso per poco più di cinque minuti, spingendo la navetta verso la Luna a circa 35 000 km/h.

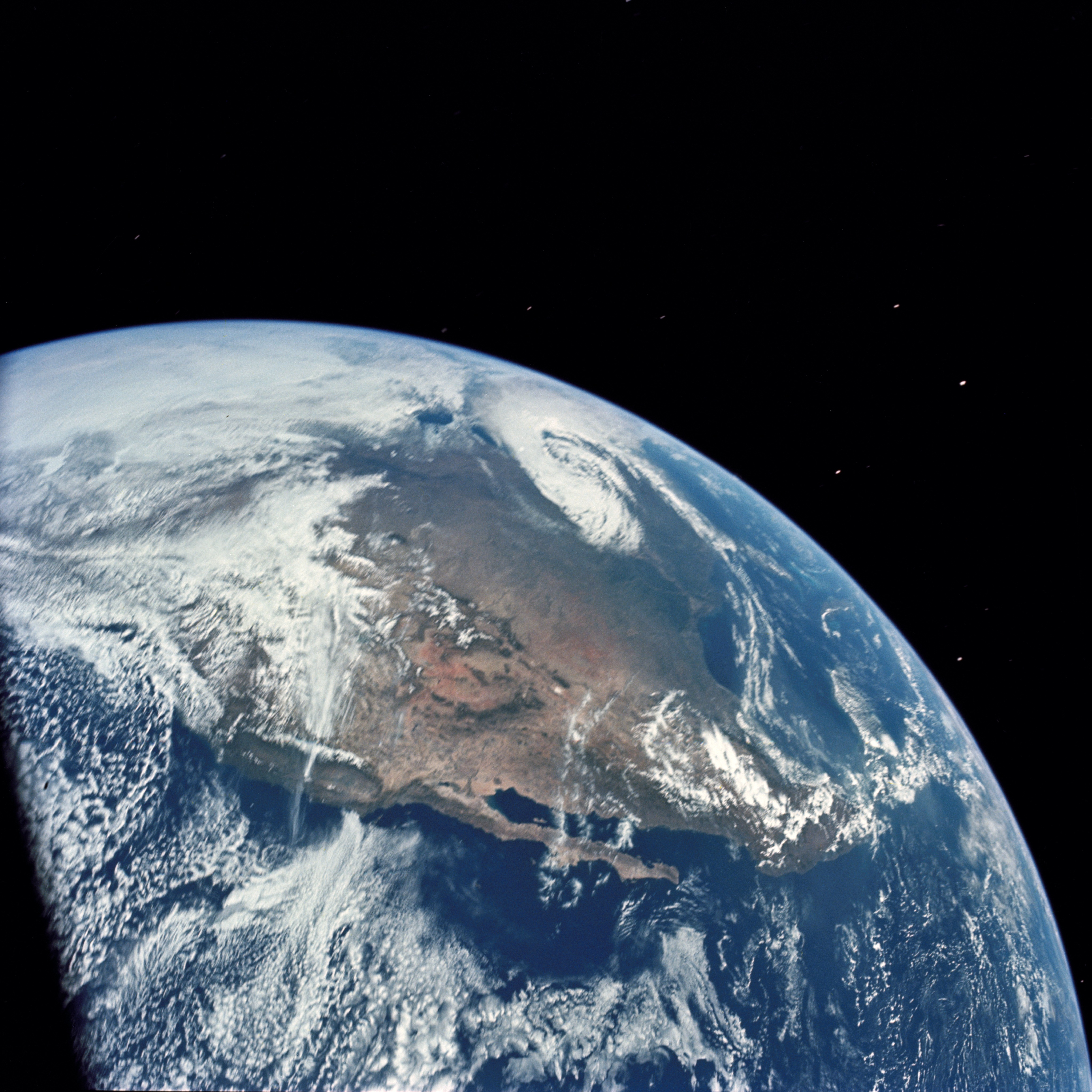
La Terra vista da Apollo 16 poco dopo il decollo

Sei minuti dopo l'accensione del motore dell'S-IVB il modulo di comando e servizio, contenente l'equipaggio, si separò dal razzo e si spostò di quindici metri in avanti, prima di girarsi e riagganciarsi al modulo lunare dall'interno dello scompartimento del razzo per poi estrarlo. La complessa manovra procedette senza intoppi. Dopo aver compiuto ciò, l'equipaggio notò che dalla superficie esterna del modulo lunare si staccavano particelle da un punto in cui la superficie del LEM appariva lacerata o frantumata; a un certo punto Duke stimò che stessero vedendo da cinque a dieci particelle al secondo. L'equipaggio quindi entrò nel modulo lunare attraverso il tunnel di attracco per ispezionare i suoi sistemi, senza riscontrare alcun problema rilevante. Una volta in rotta verso la Luna gli astronauti misero la navicella spaziale nella modalità chiamata, in gergo, "girarrosto", in cui il veicolo ruota lungo il suo asse maggiore tre volte all'ora per garantire una distribuzione uniforme del calore del Sole su di esso. Dopo aver lavorato ulteriormente ai sistemi l'equipaggio iniziò il primo periodo di sonno della missione, a poco meno di quindici ore dal lancio.

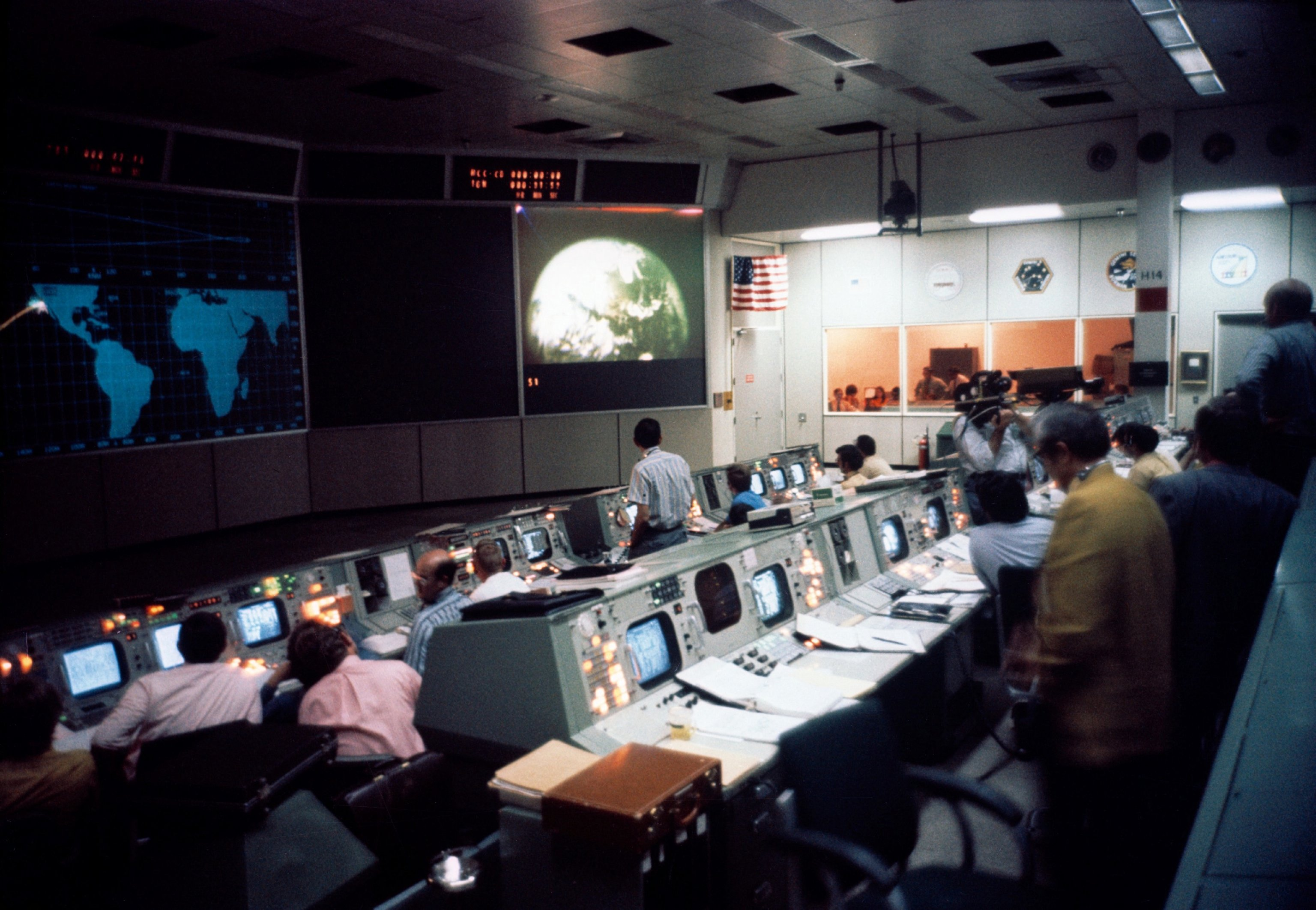
Centro di controllo missione a Houston durante la missione Apollo 16

Quando il centro di controllo missione svegliò l'equipaggio per il secondo giorno di volo, la navicella spaziale si trovava a circa 181 000 km dalla Terra, viaggiando a circa 1 622 m/s. Poiché era previsto che arrivasse in orbita lunare al quarto giorno di volo, il secondo e il terzo giorno furono in gran parte dedicati alla preparazione, svolgendo compiti di manutenzione e di ricerca scientifica. Il secondo giorno l'equipaggio eseguì un esperimento di elettroforesi, svolto anche su Apollo 14, in cui si cercò di dimostrare la maggiore purezza delle migrazioni di particelle nell'ambiente a gravità zero. Il resto della giornata incluse un'accensione di due secondi del motore principale del modulo di comando e servizio per correggere la traiettoria. Nel resto del tempo gli astronauti entrarono per la seconda volta nel modulo lunare per ispezionare ulteriormente i sistemi di allunaggio. L'equipaggio riferì di aver osservato ulteriori distacchi di vernice da una parte del rivestimento esterno di alluminio del modulo lunare. Nonostante questo, constatarono che i sistemi del veicolo spaziale funzionavano nominalmente. Il pilota del modulo di comando Mattingly segnalò l'accensione della spia "blocco cardanico", che segnalava che la strumentazione giroscopica di bordo non era più in grado di stabilire l'assetto del veicolo. Il problema fu superato facilmente, grazie al riallineamento del sistema di guida usando il Sole e la Luna come riferimenti. Alla fine del secondo giorno Apollo 16 si trovava a circa 260 000 km di distanza dalla Terra.

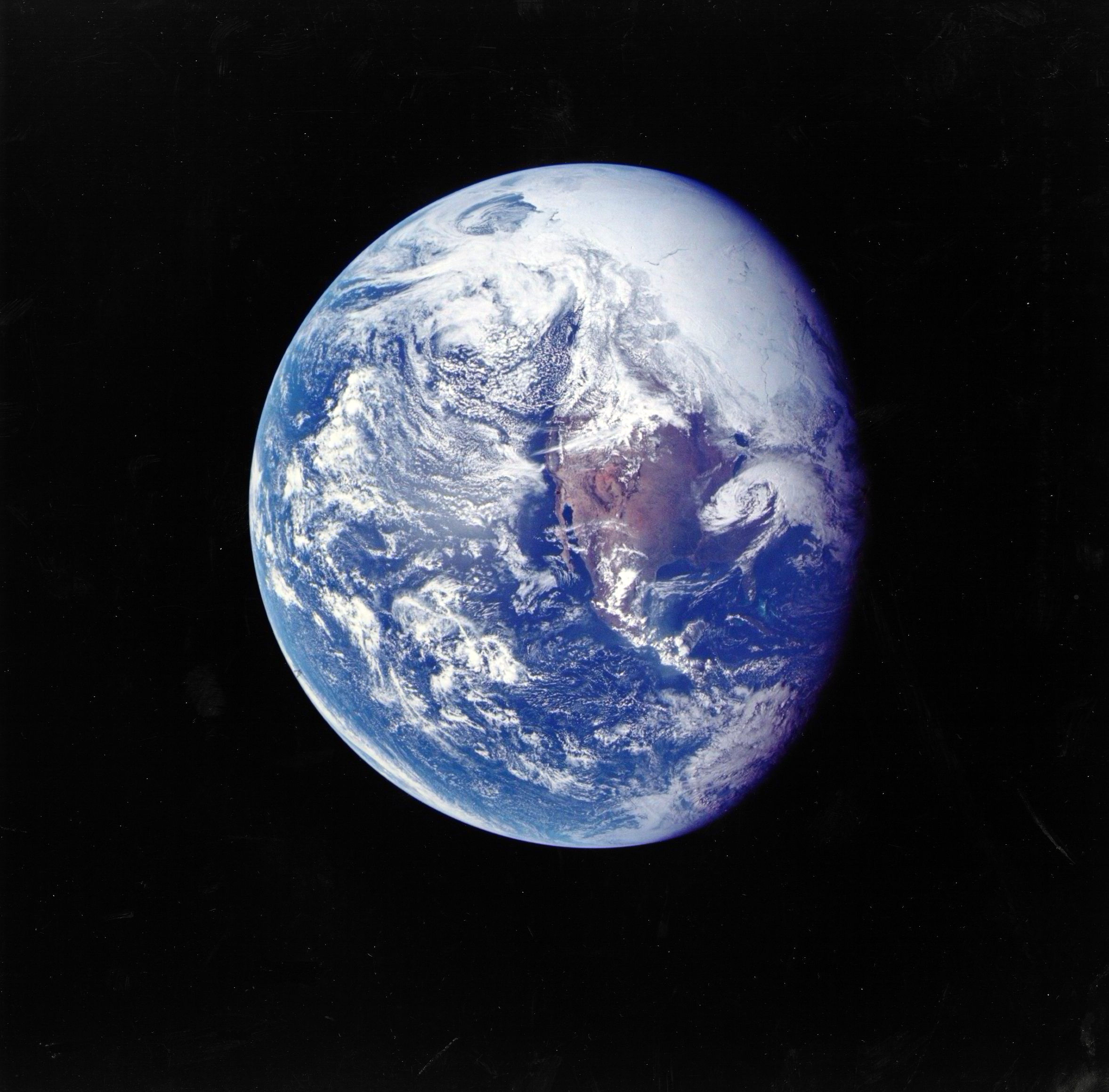
La Terra vista dall'equipaggio dell'Apollo 16

All'inizio del terzo giorno la navetta viaggiava a 291 000 km di distanza dalla Terra mentre la velocità diminuiva costantemente, poiché non avevano ancora raggiunto la sfera di influenza gravitazionale della Luna. La prima parte della giornata fu in gran parte dedicata alla pulizia, alla manutenzione dei veicoli spaziali e allo scambio di rapporti sulla situazione al Centro Controllo Missione a Houston. L'equipaggio eseguì anche l'esperimento del lampo di luce, o ALFMED, per indagare sul fenomeno dei "lampi di luce" che erano stati notati dagli astronauti quando l'astronave si trovava al buio, indipendentemente dal fatto che i loro occhi fossero aperti o meno. Si supponeva che ciò fosse causato dalla penetrazione nell'occhio di particelle di raggi cosmici. Durante la seconda metà della giornata Young e Duke entrarono nuovamente nel modulo lunare per accenderlo e controllarne i sistemi, oltre che eseguire le attività di pulizia in preparazione all'allunaggio, assicurandosi che i sistemi funzionassero come previsto. Successivamente l'equipaggio indossò le tute spaziali e provò le procedure che sarebbero state utilizzate il giorno dell'allunaggio. Poco prima della fine del terzo giorno, a 59 ore 19 minuti e 45 secondi dopo il decollo, a 330 902 km dalla Terra e a 62 636 km dalla Luna, la velocità del veicolo spaziale iniziò ad aumentare man mano che si avvicinava verso la Luna dopo essere entrato nella sua sfera d'influenza gravitazionale.
Dopo essersi svegliato nel quarto giorno di volo l'equipaggio iniziò i preparativi per la manovra che avrebbe frenato il veicolo e l'avrebbe immesso in orbita lunare. Ad un'altitudine dalla superficie lunare di 20 635 km venne espulsa la copertura del vano della strumentazione scientifica. A poco più di 74 ore dall'inizio della missione l'astronave passò dietro la Luna, perdendo il contatto diretto con il Centro Controllo Missione. Mentre si trovavano dall'altra parte, inoltre, il motore principale del modulo di comando e servizio si accese per 6 minuti e 15 secondi, frenando l'astronave e inserendola in un'orbita con un perilunio di 108,0 e un apolunio di 315,6 km. L'equipaggio, quindi, iniziò i preparativi per la manovra di inserimento nell'orbita di discesa, modificando ulteriormente la traiettoria orbitale del veicolo. La manovra ebbe successo, riducendo il perilunio a 19,8 km. L'equipaggio trascorse il resto del giorno compiendo osservazioni e preparando l'attivazione del modulo lunare per l'indomani.

### Discesa verso la Luna

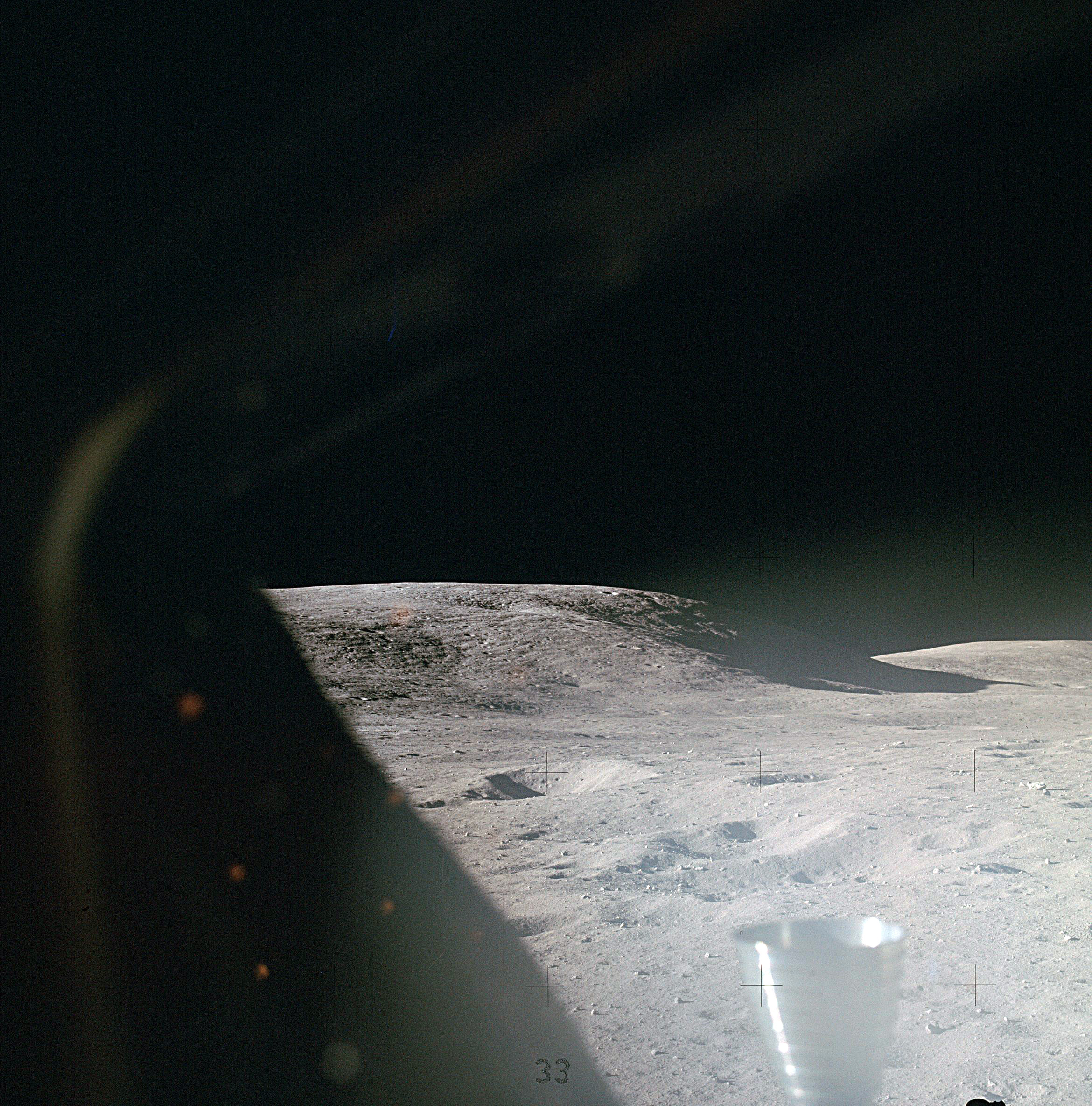
La superficie lunare vista dal LEM appena allunato

L'equipaggio, dopo essersi svegliato il quinto giorno, continuò a prepararsi per l'attivazione del modulo lunare e per la successiva discesa sulla Luna. Il braccio che doveva estendere lo spettrometro di massa al di fuori dal vano degli strumenti scientifici del CSM risultò bloccato in posizione semi dispiegata. Venne pertanto deciso che Young e Duke lo avrebbero ispezionato visivamente quando sarebbero stati a bordo del modulo lunare e una volta sganciati dal CSM. Benché i due astronauti si fossero spostati nel modulo lunare con quaranta minuti in anticipo rispetto a quanto programmato, essi completarono i preparativi per l'attivazione del veicolo solo dieci minuti prima di quanto inizialmente programmato, a causa di numerosi ritardi nelle operazioni. Terminati i preparativi, il distacco dal modulo di comando e servizio, a bordo del quale rimase il solo Mattingly, avvenne a 96 ore, 13 minuti e 31 secondi dall'inizio della missione.
Nelle due orbite seguenti Mattingly si preparò a spostare la navetta su di un'orbita circolare, mentre Young e Duke prepararono il modulo lunare per la discesa. A questo punto, durante il test di accensione del motore a razzo del CSM, venne riscontrato un malfunzionamento del sistema di backup. Secondo le regole della missione in questa situazione il modulo lunare avrebbe dovuto essere riagganciato al CSM, affinché si potesse utilizzare il suo motore per il viaggio di ritorno verso la Terra. Tuttavia, dopo diverse ore di analisi, i controllori di missione stabilirono che il malfunzionamento poteva essere risolto e che quindi si potesse procedere con l'allunaggio. Come conseguenza la discesa sulla superficie lunare iniziò con circa sei ore di ritardo rispetto al previsto e a un'altitudine superiore a quella di qualsiasi missione precedente: 20,1 chilometri. Quando i due astronauti raggiunsero una quota di circa 4000 m, Young fu in grado di localizzare visivamente il sito di atterraggio nella sua interezza. All'altitudine di 2 200 il modulo lunare assunse l'assetto corretto per posarsi sulla superficie. L'allunaggio avvenne 270 metri a nord e 60 metri a ovest rispetto al punto prescelto, alle ore 2:23:35 UTC del 21 aprile, 104 ore, 29 minuti e 35 secondi dopo l'inizio della missione.

### Operazioni sulla superficie lunare

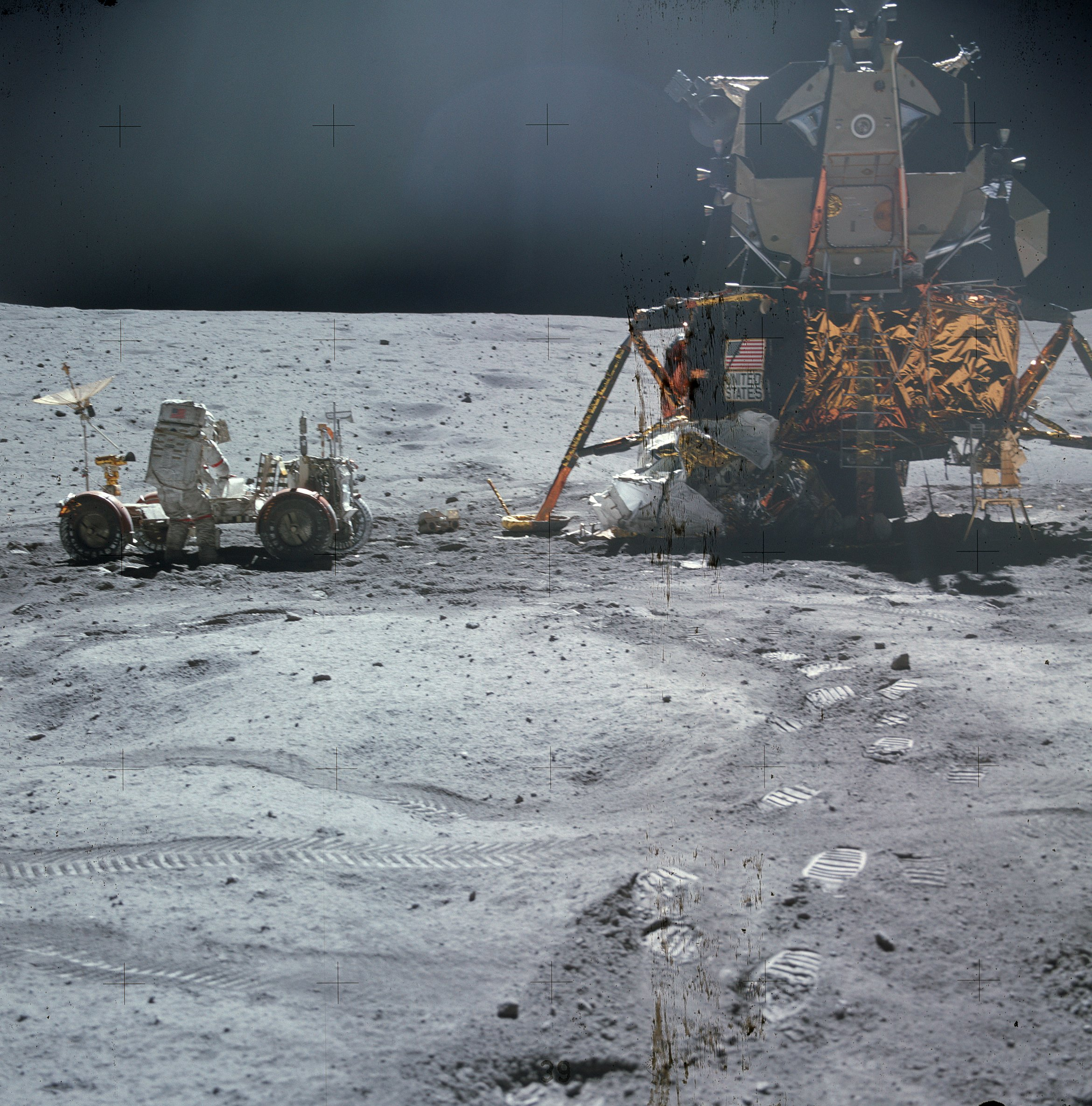
Il modulo lunare Orion e il rover sulla superficie lunare.

Dopo essersi posati sulla superficie lunare Young e Duke iniziarono a spegnere alcuni dei sistemi della navicella, così da conservare la carica della batteria. Completate le regolazioni iniziali i due astronauti configurarono il modulo lunare per il loro soggiorno della durata prevista di tre giorni, rimossero le tute spaziali ed effettuarono le prime osservazioni geologiche dei dintorni. Dopo aver consumato il pranzo si prepararono a trascorrere il primo periodo di sonno previsto sulla Luna. Il ritardo fino a quel momento accumulato a causa del malfunzionamento del motore principale del CSM rese necessario apportare alcune modifiche significative al programma della missione: Apollo 16 avrebbe trascorso un giorno in meno in orbita lunare, una volta che le operazioni sulla superficie fossero state concluse, al fine di concedere all'equipaggio del tempo ulteriore per compensare eventuali ulteriori problemi. Al fine di migliorare il programma del sonno di Young e Duke, inoltre, la terza e ultima passeggiata lunare della missione fu ridotta da sette a cinque ore.

#### Prima attività extraveicolare

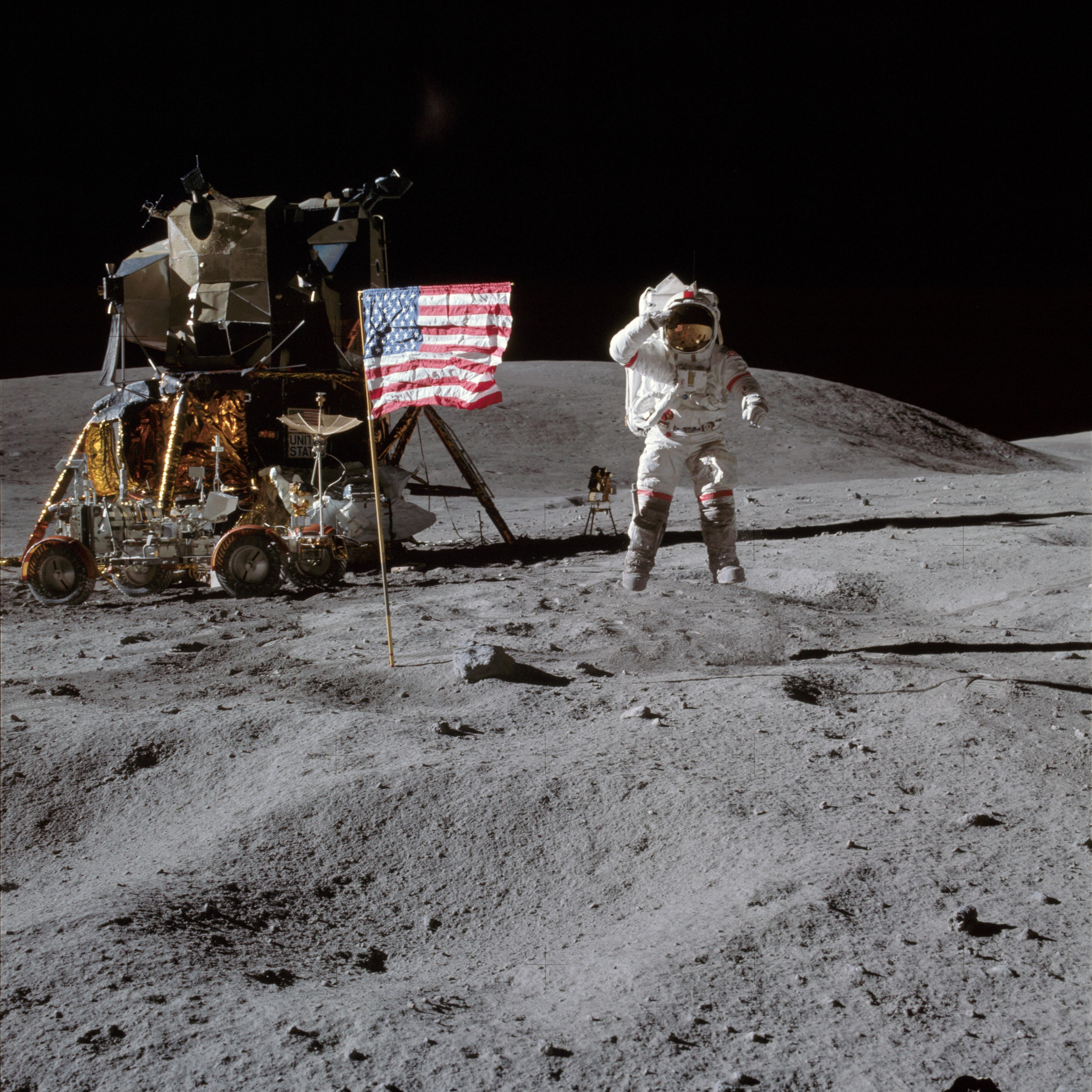
Il comandante della missione, John Watts Young, saltella mentre saluta accanto alla bandiera statunitense.

Dopo essersi svegliati Young e Duke fecero colazione e iniziarono i preparativi per la prima attività extraveicolare (EVA), o passeggiata lunare. I due astronauti, indossate e pressurizzate le tute, procedettero alla depressurizzazione della cabina del LEM; Young si arrampicò su una piccola piattaforma posta sopra la scaletta di discesa e ricevette da Duke una borsa piena di attrezzature che avrebbero dovuto utilizzare sulla superficie. Young, quindi, gettò la sacca al suolo, per poi discendere la scala. Divenne così il nono essere umano a posare piede sul suolo lunare. L'attività extraveicolare iniziò alle 1:47 (EST) del 21 aprile.
Poco dopo il comandante venne raggiunto da Duke, il decimo e più giovane uomo, a trentasei anni, ad aver camminato sulla Luna. Duke espresse la sua eccitazione, commentando: «Fantastico! Oh, questo primo passo sulla superficie lunare è super, Tony!» Il primo compito degli astronauti fu quello di scaricare dal LEM il rover, la Far Ultraviolet Camera/Spectrograph (UVC) e altre apparecchiature. Alla prima prova di guida del rover Young scoprì che lo sterzo posteriore non funzionava correttamente e avvisò il centro di controllo missione del problema; poi installò la telecamera e piantò la bandiera statunitense con Duke. Durante le operazioni la guida del rover spettò sempre al comandante Young, mentre Duke fungeva da navigatore. Questa divisione delle responsabilità sarebbe stata utilizzata coerentemente in tutte le missioni J del programma Apollo. Il compito successivo della giornata fu quello di disporre l'Apollo Lunar Surface Experiments Package (ALSEP).

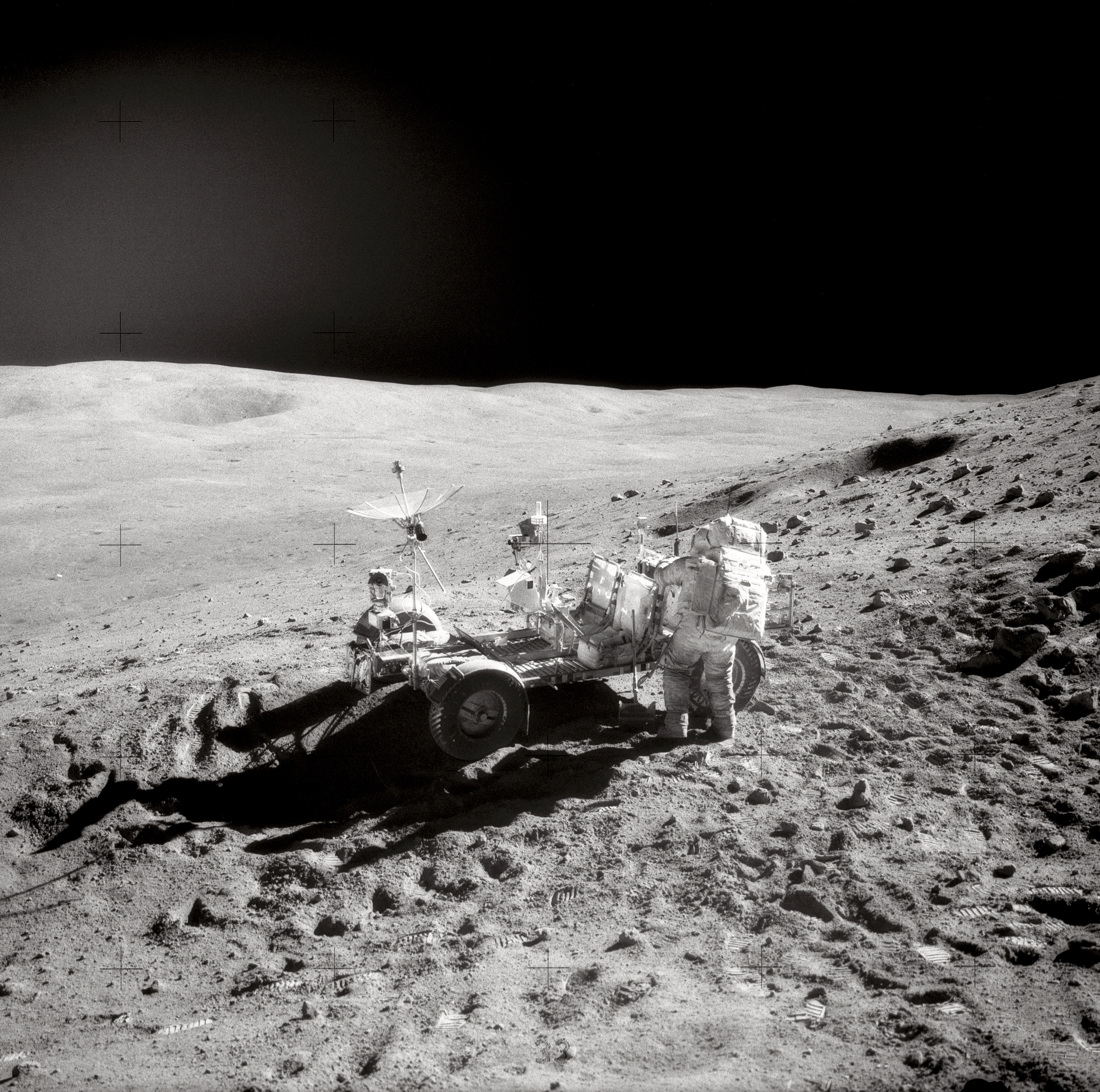
Young nei pressi dell'altopiano Descartes

Mentre stavano parcheggiando il rover, su cui era montata la telecamera televisiva, lo sterzo posteriore riprese a funzionare. Durante l'installazione dell'esperimento sul flusso di calore (andato perduto durante la missione Apollo 13 e tentato con scarso successo su Apollo 15), però, un cavo venne inavvertitamente spezzato dopo essersi attorcigliato al piede di Young. Dopo aver posizionato l'ALSEP gli astronauti raccolsero campioni nelle vicinanze. Circa quattro ore dopo l'inizio dell'EVA-1 salirono sul rover e si diressero alla prima tappa programmata per le osservazioni geologiche, il cratere Plum, di trentasei metri di diametro. Lì, a una distanza di 1,4 km dal modulo lunare, gli astronauti prelevarono del materiale che gli scienziati ritenevano potesse provenire dallo strato di regolite che ricopriva il cratere Cayley. Fu lì che Duke raccolse, su richiesta di Centro Controllo Missione, la più grande roccia recuperata da una missione Apollo. La tappa successiva della giornata fu il cratere Buster, posto a circa 1,6 km dal modulo lunare. Lì Duke fece delle foto delle montagne Stone e del cratere South Ray mentre Young eseguì un esperimento sul campo magnetico. A quel punto gli scienziati iniziarono a riconsiderare le ipotesi formulate prima della missione, secondo cui l'altopiano Descartes sarebbe il risultato di un'antica attività vulcanica, poiché i due astronauti non avevano ancora trovato alcun materiale vulcanico. Young, dopo la loro sosta a Buster, fece una dimostrazione del rover lunare, mentre Duke riprese la scena con una cinepresa da 16 millimetri. I due astronauti, dopo aver completato ulteriori attività presso l'ALSEP, fecero ritorno al modulo lunare e chiusero lo sportello. La prima attività extra veicolare era durata 7 ore, 6 minuti e 56 secondi; una volta che furono all'interno del modulo lunare fecero un briefing di mezz'ora con gli scienziati al Centro Controllo Missione e, quindi, configurarono la cabina per iniziare il periodo di sonno.

#### Seconda attività extraveicolare

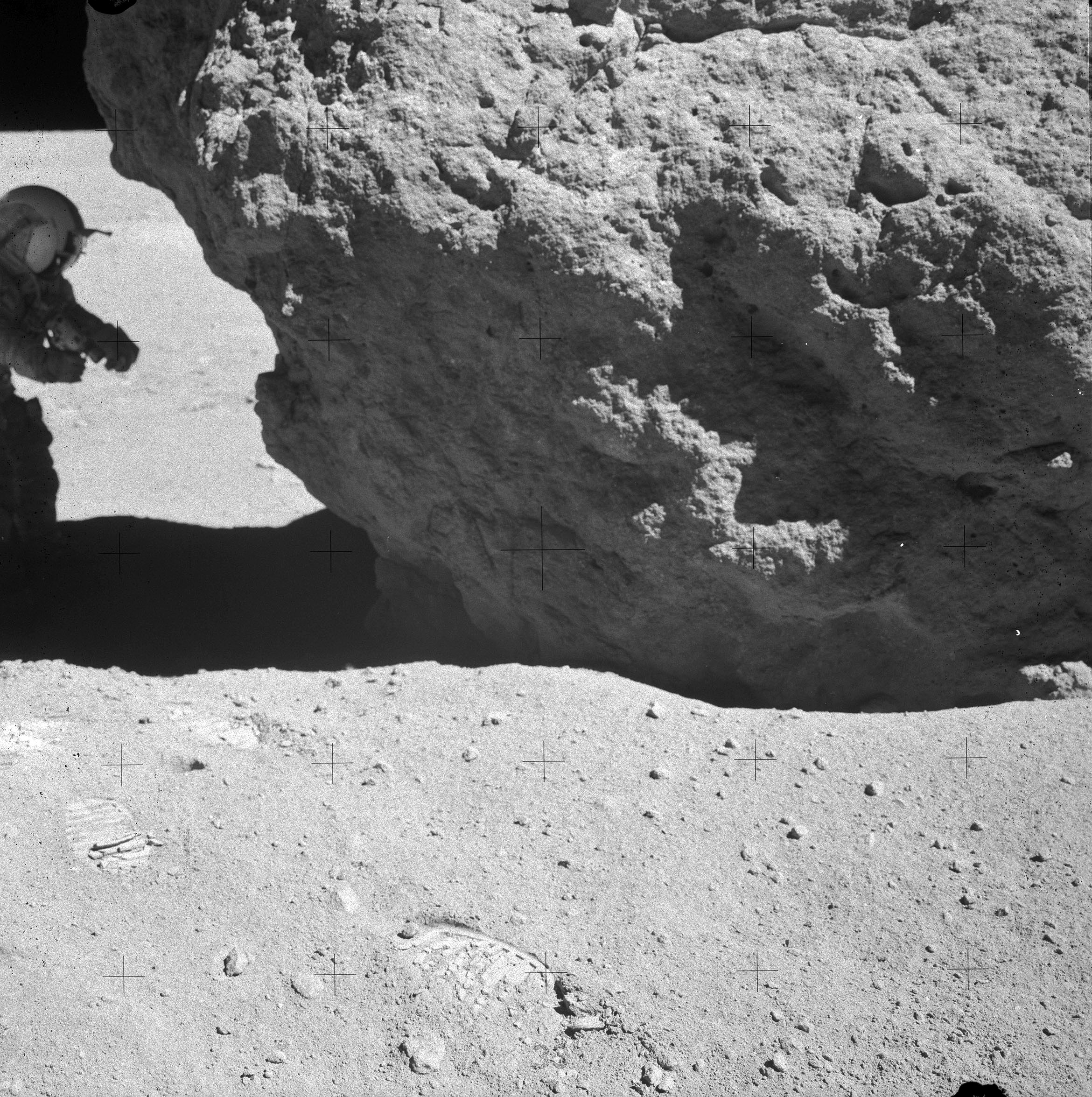
Duke vicino ad una formazione rocciosa

Gli astronauti, poco dopo essersi svegliati, discussero con i controllori del volo a Houston la scaletta degli eventi della giornata. L'obiettivo principale della seconda passeggiata lunare era visitare le Stone Mountain e arrampicarsi sul pendio di circa 20 gradi, al fine di raggiungere un gruppo di cinque crateri. Young e Duke, completati i preparativi per l'attività extraveicolare, uscirono dal modulo lunare. Saliti a bordo del rover, dunque, arrivarono alla prima tappa del giorno, i cinque crateri a 3,8 km dal punto di allunaggio. Giunti a 152 metri sopra il fondovalle la coppia di astronauti si trovò alla massima altitudine rispetto al modulo lunare mai raggiunta da qualsiasi missione Apollo. Dopo essersi meravigliati della vista, che Duke descrisse come "spettacolare", raccolsero alcuni campioni nelle vicinanze. Dopo aver trascorso 54 minuti sul pendio salirono nuovamente a bordo del rover lunare e si diressero verso la seconda tappa del giorno, un cratere di venti metri di diametro dove speravano di trovare del materiale che non era stato contaminato da ejecta (materiale espulso) del cratere South Ray, un grande cratere posto a sud del sito di atterraggio. I campioni raccolti, nonostante la loro origine non sia ancora ben certa, secondo il geologo Don Wilhelms rappresentarono «una scommessa ragionevole per essere provenienti dall'altopiano Descartes».
La tappa successiva, la stazione sei, era un cratere di circa dieci metri di diametro pieno di sassi, dal quale gli astronauti ritenevano di poter prelevare dei campioni della formazione Cayley, considerato il fatto che il terreno lì risultava più solido. Tralasciando la stazione sette per risparmiare tempo, arrivarono alla stazione otto sul fianco inferiore della Stone Mountain, dove prelevarono campioni di materiale dal cratere South Ray per circa un'ora. Lì raccolsero rocce bianche e nere e rocce più piccole e cristalline, ricche di plagioclasio. Alla stazione nove, un'area nota come "Vacant Lot", che si credeva fosse privo di ejecta del cratere South Ray, trascorsero circa quaranta minuti a raccogliere campioni. Venticinque minuti dopo aver lasciato la stazione nove arrivarono all'ultima tappa prevista della giornata, a metà strada tra il sito di installazione dell'ALSEP e il LEM. Lì scavarono nella superficie e condussero diversi test penetrometrici lungo una linea che si estendeva per cinquanta metri ad est dell'ALSEP. Su richiesta di Young e Duke, inoltre, la passeggiata lunare venne prolungata di dieci minuti. I due, dopo essere tornati al modulo lunare, rientrarono nella cabina, sigillarono il portellone e pressurizzarono l'interno; la seconda attività extra-veicolare era durata 7 ore, 23 minuti e 26 secondi, battendo il record stabilito dall'equipaggio dell'Apollo 15. Dopo aver mangiato un pasto, nonché aver proceduto a un de-briefing sulle attività della giornata con il Centro Controllo Missione, riconfigurarono la cabina del LEM e si prepararono per il periodo di riposo.

#### Terza attività extraveicolare

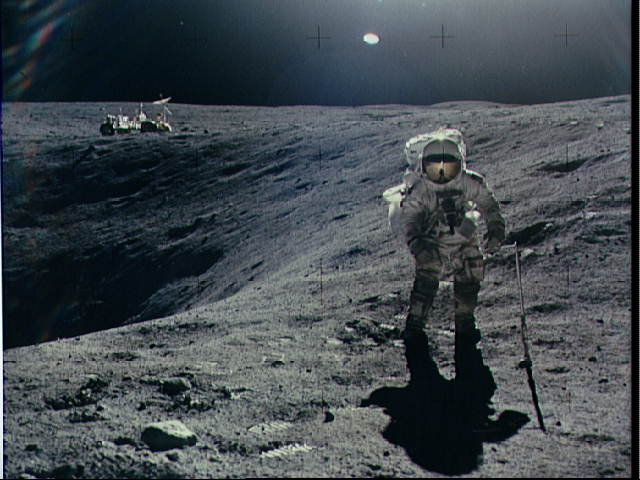
L'astronauta Charles Duke preleva dei campioni lunari

Il settimo giorno di missione fu anche l'ultimo trascorso da Duke e Young sulla superficie lunare. Durante l'ultima escursione gli astronauti avevano il compito di esplorare il cratere North Ray, il più grande di tutti i crateri visitati in tutte le missioni Apollo. Dopo essere usciti dal modulo lunare guidarono il rover a 0,8 km di distanza prima di regolare la propria rotta per percorrere 1,4 km verso il cratere North Ray. Il viaggio fu più fluido rispetto a quello del giorno precedente, poiché i crateri erano più bassi e vi erano meno sassi sul tragitto. Dopo aver superato il cratere Palmetto i massi divennero gradualmente più grandi e più abbondanti mentre si avvicinavano al cratere North Ray. Giunti sul bordo, a una distanza di 4,4 km dal LEM, per prima cosa scattarono delle fotografie del cratere, largo 1 km e profondo 230 m. Successivamente si avvicinarono a un grande masso, che chiamarono House Rock, più alto di un edificio di quattro piani, dal quale prelevarono dei campioni che avrebbero successivamente consentito agli studiosi di escludere categoricamente che potesse aver avuto un'origine vulcanica. L'House Rock presentava numerosi segni simili a fori di proiettile, provocati dall'impatto di micrometeoroidi. Circa 1 ora e 22 minuti dopo l'arrivo ripartirono per la tappa successiva: un grande spazio pieno di massi a circa 0,5 km dal cratere North Ray. Lungo il tragitto stabilirono il record di velocità sulla Luna, viaggiando in discesa a 17,1 chilometri all'ora. Giunti a un masso alto tre metri, che chiamarono Shadow Rock, procedettero al campionamento del terreno che si trovava in ombra permanente. Nel frattempo, Mattingly, in orbita, si era occupato di preparare il CSM in previsione del ritorno dei suoi compagni, previsto per circa sei ore dopo.
Dopo tre ore e sei minuti Duke e Young tornarono nei pressi del modulo lunare, dove completarono diversi esperimenti e scaricarono il rover. A breve distanza dal LEM Duke depositò una fotografia della sua famiglia e un medaglione commemorativo dell'Aeronautica degli Stati Uniti sulla superficie. Young, invece, parcheggiò il rover a circa novanta metri a est del LEM, in modo tale che la telecamera installata su di esso e controllata da terra potesse riprendere il decollo di Apollo 16 dalla Luna. Duke e Young rientrarono nel modulo lunare dopo complessivamente 5 ore e 40 minuti trascorsi sulla superficie nel corso della loro ultima passeggiata lunare. Pressurizzata la cabina, l'equipaggio si preparò per l'ascesa in orbita.

### Ritorno e atterraggio

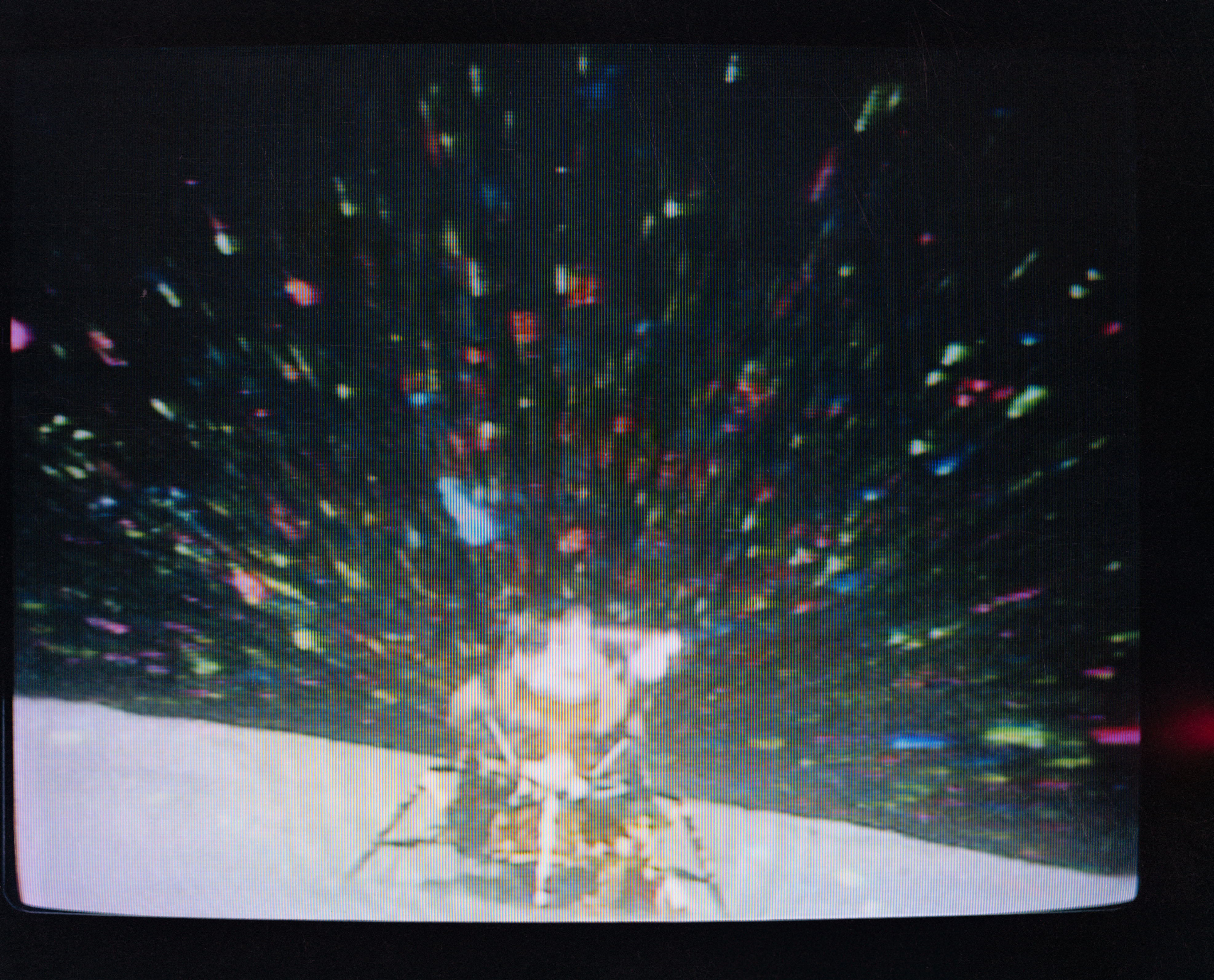
Decollo del modulo di ascesa del LEM Orion di Apollo 16 dalla superficie lunare

Otto minuti prima di lasciare la superficie lunare il CAPCOM James Irwin notificò a Young e Duke che stavano per decollare. Due minuti prima attivarono l'interruttore "Master Arm" e poi il comando "Abort Stage", dopo di che attesero l'accensione del motore del modulo di risalita di Orion. Quando si accese, piccole cariche esplosive divisero il modulo di risalita da quello di discesa, e i cavi che li collegavano vennero recisi da un meccanismo simile a quello di una ghigliottina. Sei minuti dopo il decollo, a una velocità di circa 5 000 chilometri all'ora, Young e Duke raggiunsero l'orbita lunare. Poco dopo riuscirono ad agganciarsi al Modulo di Comando e Servizio con a bordo Mattingly. Young e Duke procedettero a una pulizia della cabina prima di aprire il portello che separava i due veicoli spaziali, così da ridurre al minimo il passaggio della polvere lunare dalla cabina del modulo lunare al CSM. Una volta che fu possibile aprirlo, l'equipaggio riunito si occupò di trasferire i campioni raccolti sulla superficie lunare nel CSM, per poi portarli con loro sulla Terra. Completati i trasferimenti, l'equipaggio trascorse un periodo di riposo prima di abbandonare quel che restava del modulo lunare, oramai inutile, che nelle intenzioni avrebbe dovuto schiantarsi sulla Luna.
Tuttavia, l'equipaggio, prima di abbandonare il LEM, dimenticò di avviare la procedura per l'accensione programmata del motore che avrebbe dovuto deorbitare il veicolo, e lo schianto sulla Luna avvenne quasi un anno dopo. Prima di lasciare lo spazio circumlunare venne rilasciato in orbita un piccolo satellite, il Particles and Fields Subsatellite (PFS-2), precedentemente allocato nella SIM Bay del modulo di comando dell'Apollo. Si trattava di un modello identico al satellite rilasciato in orbita lunare dalla missione Apollo 15, il cui scopo era di misurare il campo magnetico, valutando l'apporto dovuto al vento solare nelle vicinanze della Luna. Tuttavia, a causa del malfunzionamento riscontrato giorni prima, non venne precauzionalmente eseguita l'accensione del motore che era stata programmata per innalzare l'orbita del CSM prima del rilascio del PFS-2; in conseguenza di ciò, la sua vita operativa risultò pari alla metà di quanto precedentemente previsto. Infine, poco meno di cinque ore dopo, durante la sessantacinquesima orbita attorno alla Luna, l'accensione del motore principale spinse il CSM sulla traiettoria che lo avrebbe riportato sulla Terra. Il motore eseguì l'accensione in modo impeccabile, nonostante il malfunzionamento riscontrato alcuni giorni prima e che aveva ritardato la discesa sulla Luna.

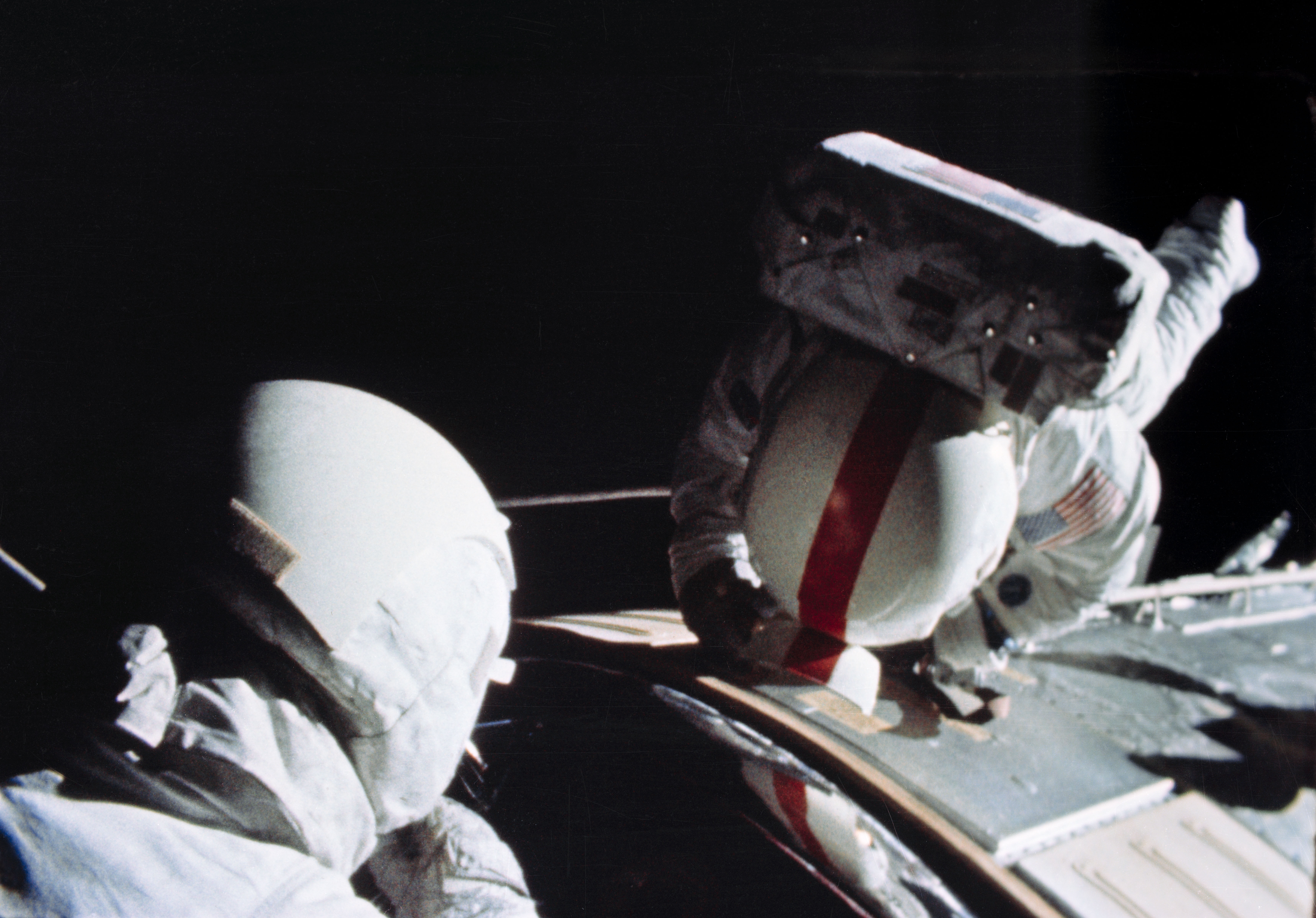
Ken Mattingly esegue la sua EVA nello spazio profondo, recuperando cassette di fotografie dall'esterno del CSM

Durante il viaggio di ritorno sulla Terra Mattingly eseguì un'attività extraveicolare di ottantatré minuti, così da poter recuperare le pellicole fotografiche dal vano della strumentazione scientifica all'esterno del modulo di servizio; in questo venne assistito da Duke, che rimase al portello del modulo di comando. Questa risultò la seconda attività extraveicolare della storia ad essere stata eseguita nello "spazio profondo", a circa 320 000 chilometri dalla Terra, a grande distanza da qualsiasi corpo planetario. Al 2020 è rimasta una delle tre EVA, tutte eseguite durante le missioni J del programma Apollo, svolte in circostanze simili. Inoltre, Mattingly eseguì un esperimento biologico, il Microbial Ecology Evaluation Device (MEED). Infine, tutto l'equipaggio svolse ulteriori compiti di pulizia e manutenzione a bordo del veicolo e consumò la cena, prima di concludere la giornata. Il penultimo giorno di volo venne dedicato in gran parte all'esecuzione di esperimenti, oltre a una conferenza stampa di venti minuti, svolta durante la seconda metà della giornata. In questa occasione gli astronauti risposero ad alcune domande relative ai vari aspetti tecnici e non della missione. Oltre a numerosi compiti di pulizia gli astronauti prepararono il veicolo per il rientro atmosferico, programmato per il giorno successivo. Alla fine della penultima giornata di missione la navetta si trovava a 143 000 km dalla Terra e viaggiava ad una velocità di 2 100 m/s.

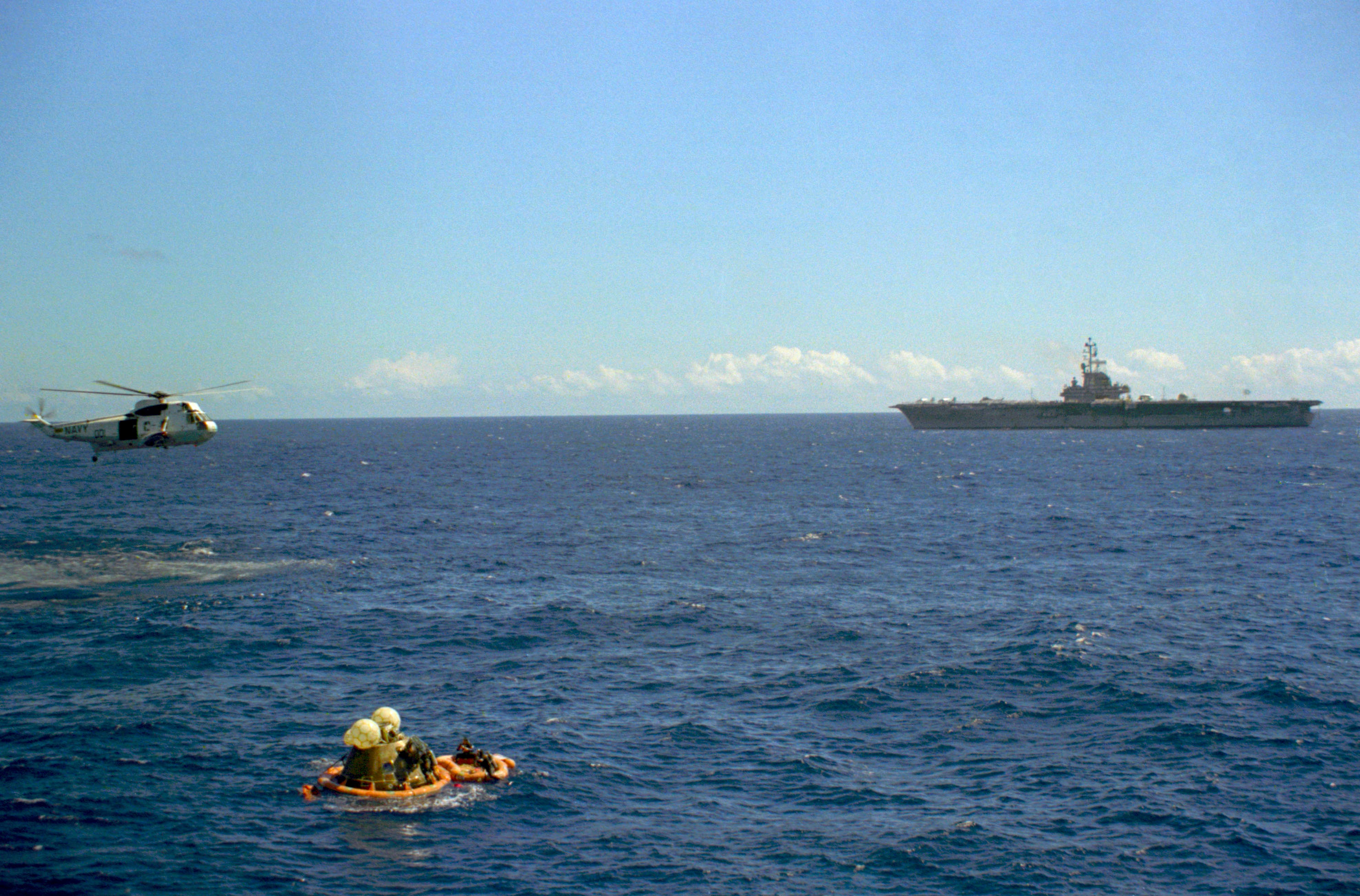
L'Apollo 16 appena ammarato, sullo sfondo la USS Ticonderoga

Quando l'equipaggio venne svegliato per l'ultima giornata di missione gli astronauti si trovavano a circa 83 000 chilometri dalla Terra, viaggiando a poco più di 2 700 m/s. Poco più di tre ore prima dell'ammaraggio nell'Oceano Pacifico l'equipaggio eseguì un'accensione del motore per effettuare la correzione di rotta finale, modificando la velocità di 0,43 m/s. Circa dieci minuti prima del rientro nell'atmosfera terrestre il modulo di comando contenente i tre membri dell'equipaggio venne separato dal modulo di servizio, il cui destino sarebbe stato quello di bruciare durante il rientro. A 265 ore e 37 minuti dall'inizio della missione, a una velocità di circa 11 000 m/s, Apollo 16 iniziò il rientro atmosferico. Gli astronauti dovettero sopportare una decelerazione che raggiunse 7,19 g, il valore massimo raggiunto e misurato durante tutte le missioni del programma Apollo. Al suo massimo la temperatura dello scudo termico arrivò tra i 2 200 e i 2 480 °C. Dopo il dispiegamento del paracadute il modulo di comando ammarò nell'Oceano Pacifico a 350 km a sud-est dell'isola di Kiritimati 265 ore, 51 minuti e 5 secondi dopo l'inizio della missione. La navetta e l'equipaggio vennero recuperati dal personale della USS Ticonderoga, su cui poterono salire trentasette minuti dopo l'ammaraggio.

## Particles and Fields Subsatellite (PFS-2)

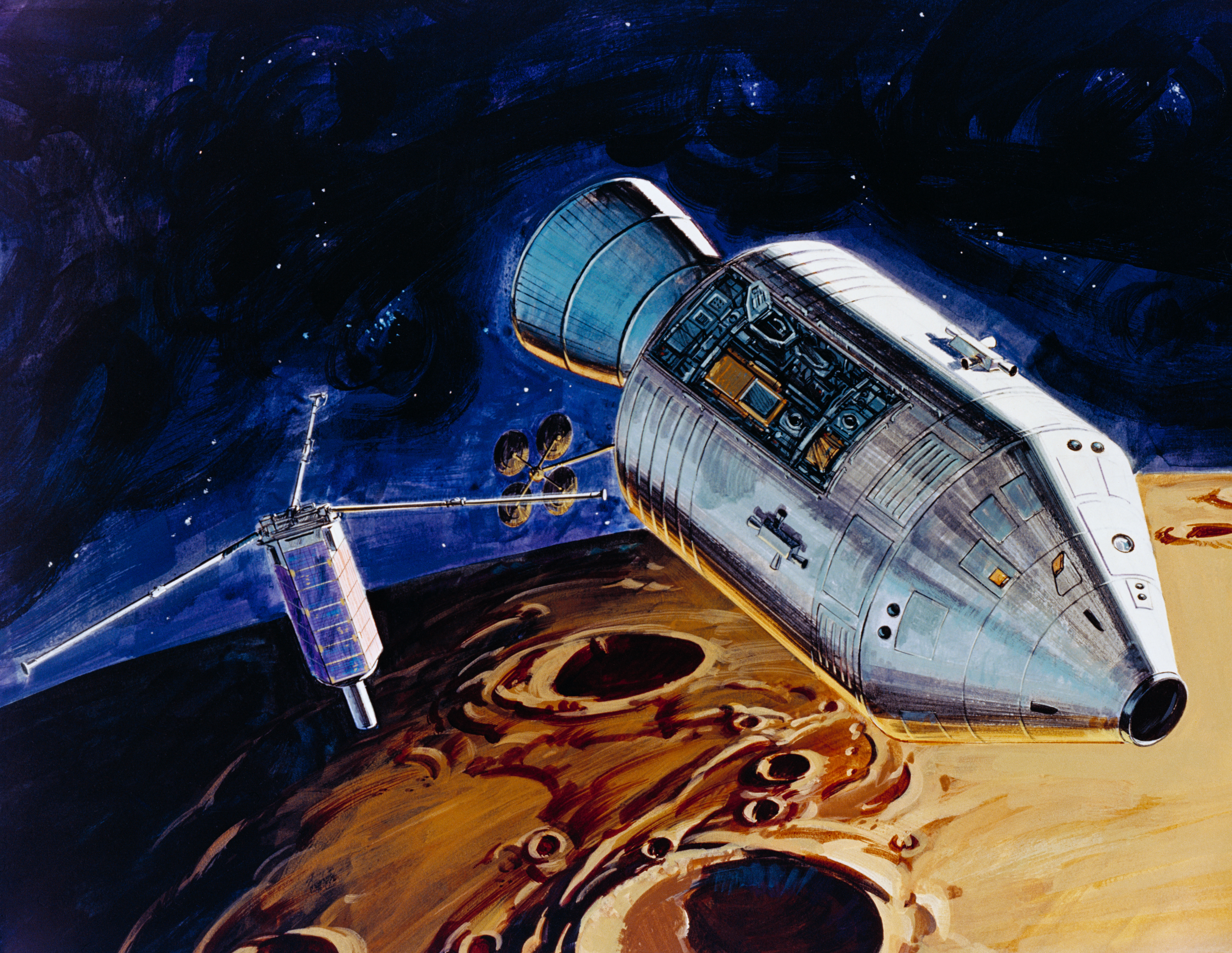
Raffigurazione artistica del dispiegamento del subsatellite

Il Particles and Fields Subsatellite (PFS-2) dell'Apollo 16 era un piccolo satellite rilasciato in orbita lunare dal modulo di servizio. Il suo obiettivo principale era quello di misurare le particelle cariche e i campi magnetici intorno alla Luna, in modo simile a quanto aveva fatto il suo predecessore, PFS-1, rilasciato otto mesi prima dall'Apollo 15. I due satelliti avrebbero dovuto percorrere orbite ellittiche, con il perilunio a 55 miglia (89 chilometri) di quota e l'apolunio a 76 miglia (122 chilometri).
Tuttavia, PFS-2 era stato rilasciato su un'orbita più bassa rispetto a quanto previsto e risentì subito delle anomalie gravimetriche prodotte dalle concentrazione di massa (o mascons) che caratterizzano il campo gravitazionale lunare. La sua orbita infatti subì relativamente rapidi cambiamenti di forma. In due settimane e mezzo il perilunio del satellite si ridusse ad appena 6 miglia (9,7 km) dalla superficie lunare, per poi riprendere ad aumentare e raggiungere un'altitudine di 30 miglia (48 km), solo apparentemente sicura. Una nuova inversione nell'effetto perturbativo determinò infatti un progressivo decadimento dell'orbita e il 29 maggio 1972 –solo 35 giorni e 425 orbite dopo il suo rilascio– PFS-2 si schiantò sulla superficie lunare.

## Risultati della missione
La missione Apollo 16 raggiunse i principali obiettivi programmati, così come raggiunse la maggior parte di quelli secondari, nonostante la permanenza in orbita lunare fosse stata accorciata di un giorno. Tutta la strumentazione di cui la missione era stata dotata produsse i dati scientifici previsti, sia durante le fasi di viaggio, sia in orbita lunare, sia in occasione delle attività sulla superficie, ad eccezione dello strumento di misura del flusso termico (per via del cavo tranciato da Young) e del satellite PFS-2, che era stato immesso in un'orbita diversa da quella programmata. Per la prima volta fu possibile ottenere una fotografia della corona solare nella lunghezza d'onda di Lyman Alpha e furono osservati due nuovi ovali aurorali che circondano la Terra. Le osservazioni fatte dagli astronauti sul suolo lunare confutarono l'ipotesi della formazione vulcanica per la regione esplorata. In considerazione dei risultati della missione si ritenne probabile che la superficie della Luna avesse poca o nessuna formazione di origine vulcanica, ipotesi che sarebbe stata confermata dalla successiva missione Apollo 17.
Dai problemi riscontrati nel corso della missione, inoltre, originarono le seguenti osservazioni:
- la polvere e il suolo lunare continuavano a essere fonte di problemi per il funzionamento di alcune apparecchiature, nonostante le modifiche che erano state apportate alle procedure e alle apparecchiature in conseguenza dei problemi riscontrati nelle missioni precedenti;
- la perdita dello strumento per la misurazione del flusso termico mostrava che tutte le apparecchiature installate sul suolo lunare dovessero essere progettate tenendo conto del fatto che gli astronauti avrebbero incontrato problemi di movimento per via della conformazione delle tute spaziali;
- fu dimostrata l'efficacia dell'antenna omnidirezionale in banda S del modulo lunare nel farsi carico di tutti gli scambi radio durante le operazioni, in seguito del guasto che mise fuori servizio l'antenna principale;
- l'anomalo comportamento orbitale manifestato dal satellite PFS-2 portò alla conclusione che la modellazione del campo gravitazionale della Luna era ancora imperfetta;
- a differenza di quanto accaduto durante le precedenti missioni Apollo, Young, Mattingly e Duke non manifestarono aritmie cardiache durante la missione; le misure adottate, ovvero l'aumento della dose di potassio assorbito e l'ottimizzazione del ciclo del sonno, avevano probabilmente risolto il problema;
- la missione aveva dimostrato la fattibilità di un atterraggio in un'area di terreno accidentato, nonostante la mancanza di fotografie dettagliate nella fase di programmazione della traiettoria. Il rover lunare si era rivelato efficace anche nella scalata di pendii con una pendenza di 20°.

## Cimeli

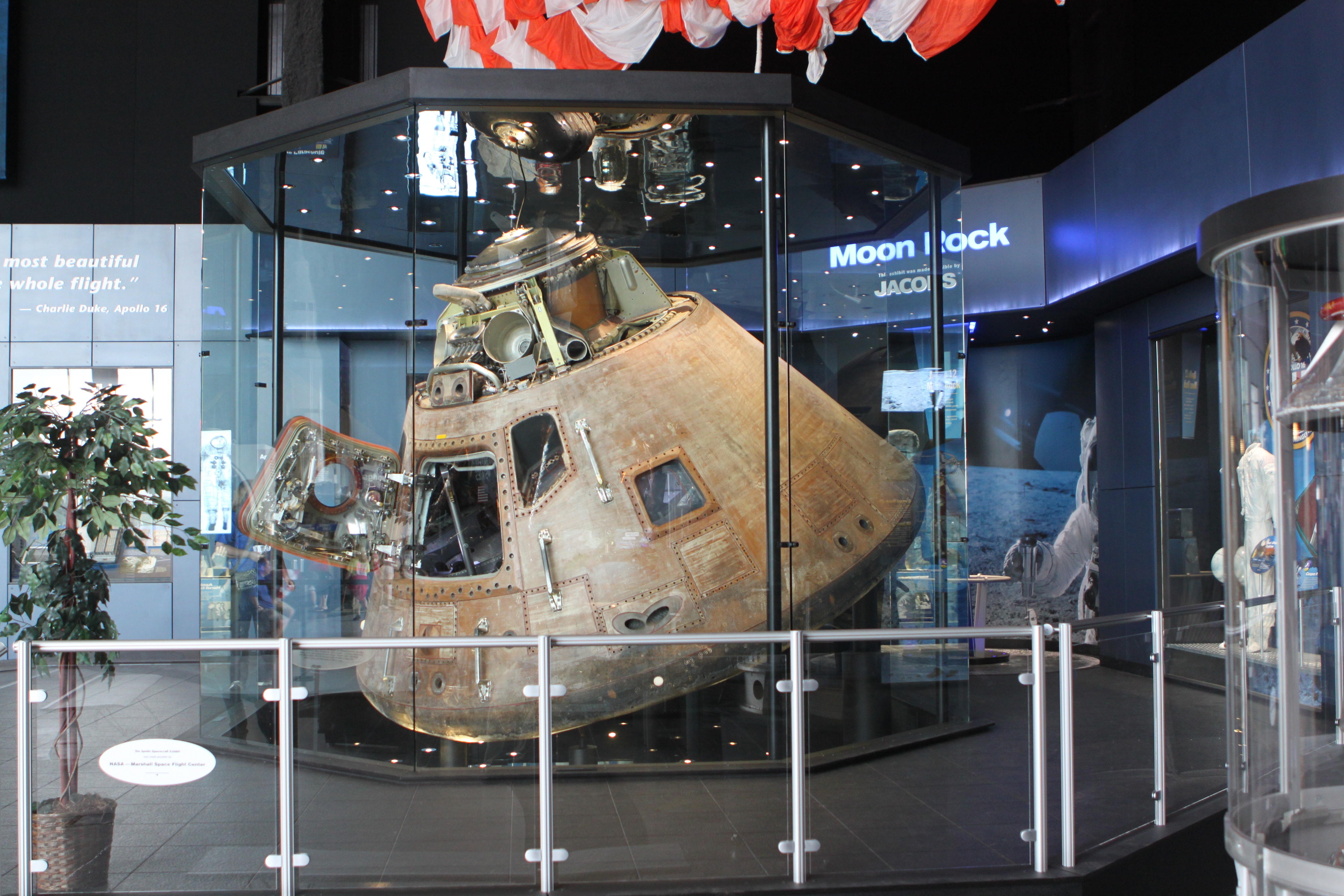
Il modulo di comando dell'Apollo 16 esposto allo US Space & Rocket Center di Huntsville, in Alabama

Dopo essere stato recuperato dalla portaerei USS Ticonderoga il modulo di comando dell'Apollo 16 venne inviato, il 5 maggio 1972, alla North Island Naval Air Station, nei pressi di San Diego, in California. Il lunedì successivo, durante le operazioni di svuotamento dei serbatoi dai residui di idrazina, il propellente impiegato dal sistema per il controllo dell'assetto, si verificò un'esplosione. Quarantasei persone che si trovavano nei paraggi vennero portate in ospedale e sottoposte ad un periodo di 24-48 ore di osservazione; la maggior parte delle vittime soffriva di inalazione di fumi tossici. Il ferito più grave fu un tecnico che subì una frattura della rotula dovuta al ribaltamento di un carrello. L'esplosione provocò un buco nel tetto dell'hangar e la distruzione di circa quaranta finestre. Il modulo di comando subì uno squarcio di tre pollici in un pannello. Il modulo di comando è stato successivamente messo in mostra presso lo US Space & Rocket Center di Huntsville, in Alabama. La fase di ascesa del modulo lunare, separatosi il 24 aprile 1972, a causa di una perdita nel controllo dell'assetto orbitò intorno alla Luna per circa un anno; il luogo ove impattò sulla Luna rimane ad oggi sconosciuto. Il terzo stadio, S-IVB, del Saturn V venne fatto deliberatamente schiantare sulla Luna; tuttavia, a causa di un errore di comunicazione la posizione esatta fu sconosciuta fino a gennaio 2016, quando venne scoperta all'interno del Mare Insularum dal Lunar Reconnaissance Orbiter, a circa 260 km a sud-ovest del Cratere Copernicus.
Duke donò alcuni oggetti che volarono durante la missione, inclusa una mappa lunare, alla Kennesaw State University di Kennesaw, in Georgia. Egli lasciò sulla Luna due oggetti, il più famoso è un ritratto fotografico della sua famiglia in un involucro di plastica. Il retro della foto è firmato dalla sua famiglia e reca il messaggio: «Questa è la famiglia dell'astronauta Duke del pianeta Terra. Atterrato sulla Luna, aprile 1972». L'altro oggetto fu una medaglia commemorativa emessa dalla United States Air Force, che celebrava il suo 25º anniversario. Prese due medaglie, lasciandone una sulla Luna e donando l'altra al museo della Wright-Patterson Air Force Base. Nel 2006, poco dopo che l'uragano Ernesto aveva colpito Bath, nella Carolina del Nord, l'undicenne Kevin Schanze scoprì alcuni detriti metallici sul terreno vicino alla sua casa sulla spiaggia. Schanze e un amico scoprirono un "timbro", che dopo un'ulteriore ispezione si è rivelato essere una copia sbiadita delle insegne della missione Apollo 16. La NASA ha successivamente confermato che l'oggetto era un pezzo del primo stadio del Saturn V che aveva lanciato l'Apollo 16 nello spazio. Nel luglio 2011, dopo aver restituito il pezzo di detrito su richiesta della NASA, il sedicenne Schanze ricevette come premio un tour completo del Kennedy Space Center e posti a sedere VIP per assistere al lancio di STS-135, la missione finale del programma Space Shuttle.